# Épila
Épila es un municipio y localidad española de la provincia de Zaragoza, en la comunidad autónoma de Aragón. El término municipal, ubicado en la comarca de Valdejalón, tiene una población de 4565 habitantes (INE 2024).

## Geografía
Forma parte de la comarca de Valdejalón, situándose a 40 km de la capital provincial. El término municipal está atravesado por la Autovía del Noreste, entre los pK 285 y 292, y por la carretera autonómica A-122, que la comunican con La Almunia de Doña Godina y Alagón. 
El relieve está determinado por el valle del río Jalón, que atraviesa el territorio de sur a norte formando los llamados Llanos de Plasencia, que no es más que la vega del río en su curso bajo antes de su desembocadura en el río Ebro. Al oeste se alzan la sierras de Nava Alta y de Monegre, que suponen las primeras elevaciones del Sistema Ibérico zaragozano y que alcanzan altitudes superiores a los 950 metros, formando parte del límite occidental natural de la comarca con las de Campo de Borja, Aranda y Calatayud. El núcleo urbano se alza a 336 metros sobre el nivel del mar, a orillas del río.
| Noroeste: Tabuenca                  | Norte: Rueda de Jalón y Lumpiaque                            | Noreste: Rueda de Jalón            |
| Oeste: Mesones de Isuella, Nigüella |                                                              | Este: La Muela                     |
| Suroeste: Ricla                     | Sur: Salillas de Jalón, Lucena de Jalón, Calatorao y Alfamén | Sureste: Zaragoza (exclave) y Muel |

En la localidad existe un tipo de clima semiárido (según la clasificación climática de Köppen, de tipo BSk) que caracteriza al valle del Ebro, alcanzando unos totales de precipitaciones anuales de 333 mm y una temperatura media de 14,6 °C.
| Parámetros climáticos promedio de Épila en el período 1999-2019                                                                                | Parámetros climáticos promedio de Épila en el período 1999-2019 | Parámetros climáticos promedio de Épila en el período 1999-2019 | Parámetros climáticos promedio de Épila en el período 1999-2019 | Parámetros climáticos promedio de Épila en el período 1999-2019 | Parámetros climáticos promedio de Épila en el período 1999-2019 | Parámetros climáticos promedio de Épila en el período 1999-2019 | Parámetros climáticos promedio de Épila en el período 1999-2019 | Parámetros climáticos promedio de Épila en el período 1999-2019 | Parámetros climáticos promedio de Épila en el período 1999-2019 | Parámetros climáticos promedio de Épila en el período 1999-2019 | Parámetros climáticos promedio de Épila en el período 1999-2019 | Parámetros climáticos promedio de Épila en el período 1999-2019 | Parámetros climáticos promedio de Épila en el período 1999-2019 |
| Mes | Ene.                                                            | Feb.                                                            | Mar.                                                            | Abr.                                                            | May.                                                            | Jun.                                                            | Jul.                                                            | Ago.                                                            | Sep.                                                            | Oct.                                                            | Nov.                                                            | Dic.                                                            | Anual                                                           |
| --- | --------------------------------------------------------------- | --------------------------------------------------------------- | --------------------------------------------------------------- | --------------------------------------------------------------- | --------------------------------------------------------------- | --------------------------------------------------------------- | --------------------------------------------------------------- | --------------------------------------------------------------- | --------------------------------------------------------------- | --------------------------------------------------------------- | --------------------------------------------------------------- | --------------------------------------------------------------- | --------------------------------------------------------------- |
| Temp. máx. media (°C) | 10.4                                                            | 11.6                                                            | 15.7                                                            | 18.6                                                            | 23                                                              | 28.6                                                            | 31.5                                                            | 30.8                                                            | 25.9                                                            | 21                                                              | 13.8                                                            | 10.8                                                            | 20.1                                                            |
| Temp. media (°C) | 5.8                                                             | 6.6                                                             | 10                                                              | 12.8                                                            | 16.9                                                            | 21.9                                                            | 24.3                                                            | 23.9                                                            | 20                                                              | 15.5                                                            | 9.2                                                             | 6.2                                                             | 14.4                                                            |
| Temp. mín. media (°C) | 2.1                                                             | 2.3                                                             | 4.7                                                             | 7.2                                                             | 10.8                                                            | 15.2                                                            | 17.4                                                            | 17.4                                                            | 14.3                                                            | 10.5                                                            | 5.4                                                             | 2.4                                                             | 9.1                                                             |
| Precipitación total (mm) | 32                                                              | 28                                                              | 34                                                              | 48                                                              | 43                                                              | 32                                                              | 18                                                              | 20                                                              | 28                                                              | 43                                                              | 42                                                              | 27                                                              | 395                                                             |
| Días de precipitaciones (≥ 1 mm) | 5                                                               | 4                                                               | 4                                                               | 6                                                               | 5                                                               | 4                                                               | 3                                                               | 3                                                               | 4                                                               | 5                                                               | 5                                                               | 5                                                               | 53                                                              |
| Humedad relativa (%) | 75                                                              | 68                                                              | 60                                                              | 57                                                              | 53                                                              | 46                                                              | 43                                                              | 45                                                              | 53                                                              | 63                                                              | 72                                                              | 74                                                              | 59                                                              |
| Fuente: Climate-data.org. Periodo de datos 1991-2021: Temperatura máx (°C), Temperatura mín (°C), Precipitación (mm), Humedad, Días lluviosos. |                                                                 |                                                                 |                                                                 |                                                                 |                                                                 |                                                                 |                                                                 |                                                                 |                                                                 |                                                                 |                                                                 |                                                                 |                                                                 |

## Historia
Según las excavaciones arqueológicas, el primer asentamiento humano se localizó en el Cabezo de Ballesteros, dentro del casco urbano actual y los yacimientos datan de los siglos VIII-VII antes de Cristo. Según los historiadores, Épila era una población celtíbera llamada en esa época Bis polis, en el año 748 a. C. Para luego convertirse en tiempos de los romanos en Segontia, Segonia como otras ciudades peninsulares con el mismo nombre, aludiendo a ser la segunda ciudad Itinerario Antonino A-25, de Caesaraugusta (Zaragoza) a Augusta Emerita (Mérida), o posiblemente Ispalis. De esta época data el puente viejo sobre el Jalón. Una de las hipótesis es que era la antigua Segontia, ciudad celtíbera situada en los alrededores de Calatorao, que consta en el itinerario de Antonino, escritor romano que describió los pueblos y las calzadas romanas de Hispania. Ricla y Calatorao, pueblos vecinos de Épila, figuran también en el itinerario.
Algunos mantienen que los celtíberos fundaron Segontia en el año 748 a. C. Según Pascual Madoz, político y erudito del siglo XIX, el nombre de Segontia, interpretado en latín como “Secunda” o “segunda”, habría sido traducido al griego como “Byspolis”, o “segunda ciudad”. Este último parece que es el nombre que Plinio el Viejo daba a la población, aunque ya en su forma derivada de “Ispalis”, que pudo ser el origen de “Épila” (Es posible que “Segontia” venga de la raíz indoeuropea “Sieg”, significando victoria).
Segontia se alió con los celtíberos numancios en su lucha contra Roma y fue destruida después de la victoria romana.

### Origen de pertenencia al Condado de Aranda
Tras la conquista de los godos que se apoderaron de Épila hacia el 473 d. C., se produjo la de los musulmanes y Épila fue ocupada hacia el año 714 sin dificultad. Más tarde los musulmanes construyeron el castillo (siglo XI).
El rey Alfonso I de Aragón, "el Batallador", reconquistó Épila en 1119, manteniendo a la población musulmana, a los que se dio un año para que abandonasen el interior del recinto amurallado y se constituyesen en comunidades en barrios extramuros y salvo la vivienda conservaron todo su patrimonio, heredades, religión y derechos. En 1294 Jaime II de Aragón vendió Épila y su castillo al noble Artal de Alagón.
Después de la reconquista de Épila, la villa fue entregada a López Garcés Pelegrín. El 21 de julio de 1348 tuvo lugar una batalla entre los partidarios de la unión aragonesa y el rey Pedro IV de Aragón, ganando este. En 1366 Pedro IV cedió Épila y Rueda (Vizcondado de Rueda) a Francés de Perellós que le había ayudado a vencer a Pedro I de Castilla. En 1389 y 1391 Ramón de Perellós consiguió del rey Juan I los privilegios de pontazgo y de mercado. De modo que Épila después de realengo (propiedad real) hasta 1376, se convirtió al cederla con su castillo y el de Rueda a Francés de Perellós, vizconde de Rueda, en parte de este condado.

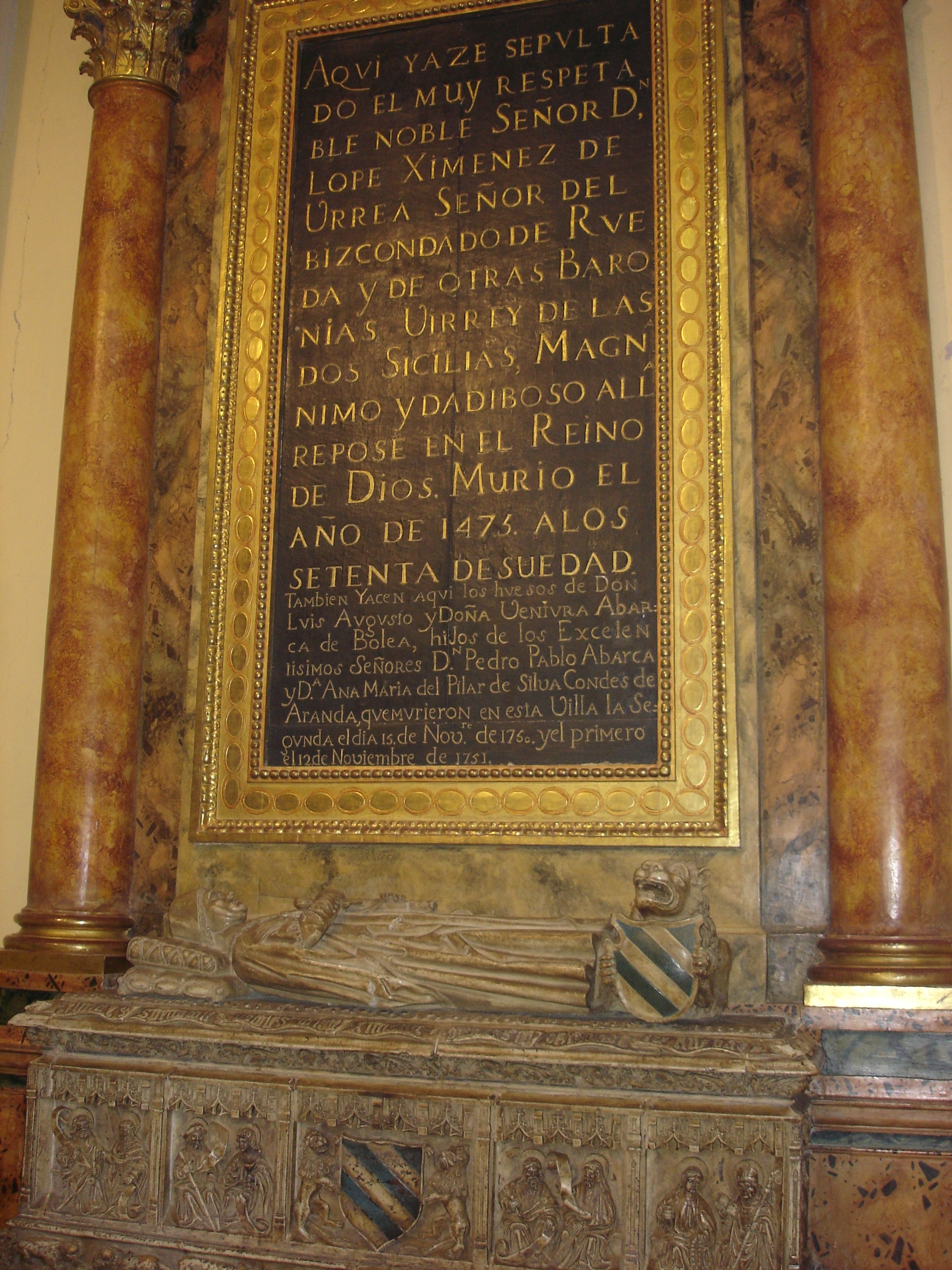
Tumba del conde de Aranda.

En 1393 los Perellós la vendieron a Lope Ximénez de Urrea y a partir de este momento se inició la construcción del palacio cuyos muros de la pared oeste formaron parte de la muralla. Pero al tomar posesión de la ciudad, ambos juraron defender sus privilegios y proteger a sus vecinos como si estuviesen bajo la jurisdicción real. Otro Lope Ximénez de Urrea es nombrado Conde de Aranda en 1483. Durante siglos la localidad perteneció a la familia de los condes de Aranda.
En 1570 Juan Jiménez de Urrea y Juan Enríquez fundaron en Épila el tercer convento agustino de Aragón, llamado de San Sebastián, que estaba al suroeste de la villa cerca de la ermita de San Lázaro, en un barrio llamado todavía barrio de los Agustinos. Los frailes tomaron posesión del convento en 1573. También fundaron, en un anejo del convento, una escuela para niños pobres, donde se enseñaba la gramática latina. Se mantenía con sus propias rentas procedentes de la cesión por los Condes de Aranda de una propiedad a la que llamaron “La Viña del Señor”, que hoy es la finca de La Viñaza, de los condes del mismo nombre.
Después de la Guerra de Sucesión Felipe V concedió a Épila un escudo de armas con el privilegio de denominarse “villa” y el tratamiento de “fidelísima”. Por su conducta de fidelidad al rey en tan delicada situación monárquica.

### Sucesos acaecidos en Épila con importancia para el Reino

#### Nacimiento de un rey y muerte de una dinastía
- En Épila nació en 1358 el rey Juan I de Castilla. Hijo del conde de Trastámara, don Enrique (futuro rey Enrique II de Castilla) y de doña Juana Manuel. Como agradecimiento al pueblo y su lealtad a la corona, le dotó del rango de Excelentísima y Fidelísima Villa de Épila.

- Pedro Pablo Abarca de Bolea, conde de Aranda, murió el 9 de enero de 1798, en el palacio de esta localidad donde residió los últimos años de su vida y dejó sin descendencia la saga familiar, que sin heredero masculino pasó a formar parte por matrimonio de su sobrina de la casa de Híjar, desapareciendo como tal el título de Conde de Aranda, al englobarse dentro del nuevo título.

#### Repercusión de las Alteraciones de Aragón
En 1591 durante las llamadas Alteraciones de Aragón, el justicia de Aragón Juan de Lanuza, (El Mozo) se refugió en Épila, donde vivía su madre, bajo el amparo del conde de Aranda y el duque de Villahermosa. Basándose en los fueros aragoneses, había protegido al antiguo secretario de estado Antonio Pérez de la persecución del rey Felipe II de España, quien acusaba a Antonio Pérez del asesinato de Juan Escobedo, secretario de la Real Hacienda y secretario de su hermanastro encargado de la defensa de Flandes, don Juan de Austria. Ante la lentitud de la justicia Aragonesa y las trabas judiciales, el rey dispuso la formación de un ejército con la excusa de una incursión a Francia. Pero que antes pondría paz en su territorio, pues estaba de camino a la empresa. El día 1 de noviembre el Justicia, Juan de Lanuza V, y los diputados convocaron a las universidades, pueblos y ciudades de Aragón para que el día 5 enviaran a Zaragoza contingentes militares dispuestos para la guerra. Se intentó aunar en la causa a valencianos y catalanes, pero mientras los primeros se excusaron, los catalanes solo se comprometieron en hacer de mediadores ante el rey. También se pronunciaron en contra de ayudar a los resistentes aragoneses, las ciudades de Tortosa y Lérida. Del mismo modo, se escribió a Felipe II para informarle del caso pidiéndole que mandase detener el ejército por las graves consecuencias que esto tendría para el Reino quien, según el lugarteniente general, podría llegar a reunir 24 000 hombres para repeler la invasión.
Pero la angustiosa solicitud no encontró mejor respuesta entre las poblaciones regnícolas. Tan solo Jaca, Daroca, Caspe, Teruel, Bielsa, Puértolas y el Valle de Gistain, prometieron enviar la ayuda requerida, el resto negaron su apoyo al Justicia a concurrir a la resistencia y en tales términos lo comunicaron a Felipe. Tampoco los grandes nobles acudieron a la llamada del Justicia.
El ejército de Alonso de Vargas, general del ejército de su Majestad cruzaba la raya aragonesa el 8 de noviembre y, sin resistencia alguna, el 12 entraba en Zaragoza. Atrás quedaban la huida de Antonio Pérez hacia Francia y la del Conde de Aranda y el Duque de Villahermosa hacia Épila, villa a la que se unirían después el Justicia y don Juan de Luna, en vista de la escasa confianza depositada en las fuerzas forales. La defección de los mandos regnícolas dio con la desbandada de las tropas en Utebo. Ocupada Zaragoza y en contra de la opinión de Vargas, el rey desató una represión con el objeto de castigar de forma ejemplar a los amotinados. Los mismos diputados de Cataluña pidieron clemencia al rey a la hora de la represión solicitando "...intercedir per los qui contra son real servey". De poco sirvieron las súplicas puesto que el 18 de diciembre llegaron, secretamente, los despachos del rey a Vargas: debía prender y ejecutar al Justicia y enviar presos a Castilla al Duque de Villahermosa y al Conde de Aranda. La sentencia se ejecutó dos días después y el 21 de diciembre.
Nunca quedó claro si el asesinato se había cometido a instancias del propio Felipe II o si realmente Antonio Pérez estaba implicado en el asesinato. Pérez, el “monstruo de la fortuna”, logró escapar a Francia, donde murió en París. Por el contrario, Juan de Lanuza acabó siendo decapitado en la plaza del Mercado de Zaragoza.

#### Huelga y asesinato de obreros de la Azucarera en 1931
Este periodo de la historia española convulso y tenso. Preámbulo de la guerra civil, campo de experimento de la Segunda Guerra Mundial. Tuvo una desgraciada huella en la localidad y como tal ha pasado a la historia general española. Tiempos difíciles y convulsos estos del 31. Se habían perdido las colonias, luchado en cruenta guerra africana para el ego militar, un golpe de Estado, una huida del rey y una república mal gestionada dentro del tumulto de rencores y enviadas que se estaban enfrentando con matones mercenarios a sueldo del mejor postor y el pueblo cada vez más empobrecido y brutalizado. En esta escalada de violencia con tan triste final. Uno de los sucesos que más marco a esa sociedad y más enalteció a todas las partes fueron los Sucesos de Castilblanco. Donde una turba de jornaleros apalearon, torturaron y mutilaron a unos guardia civiles que quisieron disolver la concentración. Fue tal la conmoción que en la sociedad causó. Que se llegó a igualar el asesinato con los cometidos contra la tropa en la cruenta guerra africana. El fatal desenlace de los pobres guardias con el desenlace de la sentencia del juicio, en el que exoneraba a los asesinos con la excusa de la opresión de los caciques a los jornaleros que hizo estallar contra los guardias que iban a terminar con la protesta. Causó en el cuerpo una sed de venganza que se cobro en otras manifestaciones de este tipo. 
Así en Épila, el sábado 2 de enero de 1931 los obreros de la azucarera se declararon en huelga para exigir que se contratara preferentemente a los censados en ese término municipal, siendo apoyados por los jornaleros de la localidad, que ese día no salieron a trabajar al campo y cerraron algunos establecimientos. Al día siguiente, domingo 3 de enero, se reunieron en la plaza del pueblo unas quinientas personas. La Guardia Civil intervino y para despejar la plaza disparó y asesinó a dos personas e hirió a varias más. Aunque el triste final de esta cruel venganza terminó con los sucesos de Arnedo que terminó por preparar los ánimos de los obreros para la lucha armada.

#### Batallas en Épila

##### Batalla del Rey contra la Unión
En 1348, los nobles formaron la Liga de La Unión para defender los privilegios de esta facción contra Pedro IV el Ceremonioso. Los dos ejércitos se enfrentaron en Épila, el día 21 de julio y los realistas, bajo el mando del Infante don Pedro de Aragón, derrotaron a La Unión. El rey abolió los fueros y ordenó quemar los registros que contenían las actas de las Cortes de Aragón, razón por la que solo se conservan las que son posteriores a 1348. Además los cabecillas de la unión, como consecuencia de esta derrota, perdieron su vida en la horca en un monte de la localidad de Épila, en que desde entonces se le denomina así y sus privilegios.

##### Guerra de Independencia
Al comienzo de la Guerra de la Independencia, fue en Épila donde las tropas del pueblo españolas se enfrentaron a las de Napoleón, cuando las primeras se estaban empezando a organizar.
El 23 de junio de 1808 una unidad del ejército española al mando del general Francisco de Palafox con parte formado en Calatayud, se propuso marchar de Buenavista a Épila y de allí a Zaragoza. Para cortar la comunicaciones del enemigo entre Madrid y Zaragoza durante el primer sitio de Zaragoza. Además de proteger los molinos de pólvora de la localidad epilense, con el salitre de unos arroyos que atraviesan a esta y en relación directa como proveedores de materia prima con las reales fábricas de pólvora negra de Villafeliche. Importante detalle a tener en cuenta para la supervivencia para los franceses, también. Se trataba de una fuerza de 2235 hombres más los oficiales y 363 caballos. Fueron por las hermanicas de Rueda (hoy en ruinas), que se encuentran a unos pocos kilómetros al norte de Épila. Las tropas francesas, bajo el mando de François-Joseph Lefebvre, abrieron el fuego en el camino de Zaragoza el 23 de junio de 1808 a las 21 horas.
Los franceses entraron en Épila el 24 de junio por la mañana. El pueblo estaba casi desierto, aunque permanecían en él, el cura párroco, Don Domingo Marqueta, algunos paisanos y niños, y los enfermos del hospital. El pueblo fue saqueado, el cura asesinado y más de 36 personas degolladas. Sin embargo, las tropas francesas respetaron al cirujano y a los enfermos del hospital. Al día siguiente el repique de las campanas anunció la partida de los franceses y los epilenses regresaron a sus domicilios.
En la guerra de la Independencia, en 1808 los franceses mandados por el General Lefebvre derrotaron al General Palafox que tuvo que salir hacia Calatayud, en esta guerra se destruyeron archivos y quemaron edificios, imágenes, libros y legajos. También hubo batallas en las guerras carlistas, en las cuales se quemaron y destruyeron edificios.

## Demografía
Épila cuenta con una población de 4565 habitantes (INE 2024).
| Gráfica de evolución demográfica de Épila entre 1842 y 2021                                                         |
| |
| Población de derecho según los censos de población del INE Población de hecho según los censos de población del INE |

### Población por núcleos
Desglose de población según el Padrón Continuo por Unidad Poblacional del INE.
| Núcleos              | Habitantes (2013) | Varones | Mujeres |
| -------------------- | ----------------- | ------- | ------- |
| Épila                | 4634              | 2462    | 2172    |
| Fábrica Azucarera    | 99                | 49      | 50      |
| Santuario de Rodanas | 0                 | 0       | 0       |

## Economía
Épila es un municipio en parte agrícola, ganadera y apicultora. Pero con una industrialización creciente e importante en la actualidad. Con tal repercusión que da trabajo a gente de la comarca, Zaragoza y recientemente de comarcas vecinas como Cariñena y Aranda.

### Evolución de la deuda viva
El concepto de deuda viva contempla solo las deudas con cajas y bancos relativas a créditos financieros, valores de renta fija y préstamos o créditos transferidos a terceros, excluyéndose, por tanto, la deuda comercial.
| Gráfica de evolución de la deuda viva del Ayuntamiento entre 2008 y 2014                                       |
| |
| Deuda viva del Ayuntamiento de Épila, en miles de euros, según datos del Ministerio de Hacienda y Ad. Públicas |

La deuda viva municipal por habitante en 2014 asciende a 634,66 €.

### Industrialización
Épila por historia y población, durante un tiempo se mereció ser cabeza de comarca, en detrimento de La Almunia de Doña Godina. Durante tiempo, fue uno de los municipios de Aragón y España que más avanzado industrialmente estaba, al poseer una azucarera, una alcoholera como sección aparte de esta, una destilería, una bodega industrializada, un tejar de alta producción, industria de confección textil y unas minas para procesar mineral, una pequeña cantera para adoquines y pilastras en la serranía de Rodanas. Además de unas canteras cerca del cementerio del pueblo para la obtención de calcio para la industria química y abonos, a partir de bancos de cal propensos en la zona.

#### La Azucarera y entramado industrial a su amparo
La azucarera se instala en 1908,promovida en febrero de 1904 se constituyó en Barcelona la Azucarera del Jalón, S.A., presidida por Fernando Puig i Mauri y con Josep Suñol dentro de la comisión directiva. La producción comenzó nada más constituida la sociedad, incluso se comenzaron las actividades de producción con la fábrica todavía sin construir. Desde el primer año de vida de la empresa los resultados económicos fueron positivos al aprovechar la independencia de su industria respecto al  monopolio creado por el gobierno con laxos impuestos sobre el azúcar tras la pérdida de Cuba.  Pasa a ser una de las más importantes de España, llegando a producir 16 millones de kilos de azúcar y tener unos 1500 obreros. Siendo la primera empresa en participar y cotizar en la Bolsa de Madrid. Su cierre en 1969 supuso una fuerte crisis socioeconómica para Épila. Desgraciadamente en la actualidad ha sido desmantelada y derruida en parte, para construir en su solar viviendas. Supuso un gran espaldarazo para el crecimiento demográfico del municipio y del bienestar del pueblo, que creció hasta algo más de seis mil habitantes. El barrio que se creó a su amparo disponía de agua corriente, un lujo en aquellos tiempos y de piscinas dentro del recinto de la fábrica para los empleados y familiares.

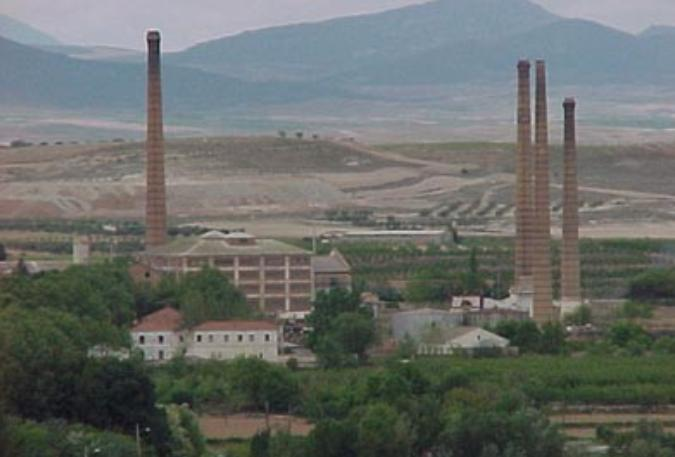
Azucarera de Épila desde el mirador de la cruz.

Se instaló una destilería que procesaba la rica y gran vendimia de la zona que acompañaba a la gran bodega una vez pasadas las vías del tren.
De la remolacha una vez procesada y extraída su pulpa para el azúcar, pasaba al sector de la alcoholera del mismo recinto donde los restos se procesaban para obtener alcohol. En los últimos años, la melaza, que es el residuo de estos procesos se vendía para la confección de pastillas de caldos a otra empresa.
En la serranía de Rodanas se explotó, sin éxito pese a su nombre, un complejo minero al aire de cobre, pobre en mineral y cerrado prácticamente a la par de las industrias locales. De 1947 hasta 1953. Cuyo nombre era explotación industrial La Esperanza. Contrariamente a lo que se espera de una mina esta en realidad se usó para el tratamiento y procesado de extracción del mineral obtenido en otras minas cercanas.
El cierre y traslado de la azucarera y la destilería a Jerez de La Frontera acarreó un descenso demográfico importante, pues muchos trabajadores se marcharon al nuevo destino; los más de 6000 se redujeron hasta los aproximadamente 4500 habitantes a día de hoy. Además de producir un efecto rebote en las demás empresas crecidas al amparo de esta azucarera, desapareciendo las destilerías, la alcoholera, el tejar, la confección, la gran bodega que cargaba las botellas en el tren, por su proximidad a las vías y que disponía de un apeadero de carga propio o las minas.
Acción Pública para la Defensa del Patrimonio Aragonés (APUDEPA) solicitó la declaración de la antigua azucarera del Jalón como Bien de Interés Cultural. Al ser el complejo industrial, muestra de la arqueología industrial del Jalón. Desgraciadamente no se vio oportuno por el gobierno de turno su protección que podría sentar precedentes en las demás azucareras e industrias abandonadas del territorio. Y al ser un bien privado y sin protección gubernamental que obligara a su mantenimiento se dejó en manos de su dueño Ebro -Puleva su futuro. Desmantelando para chatarra todo su interior y dejando a su suerte al edificio hasta su posterior venta para hacer casas en su solar.
El cierre de la azucarera produjo un vacío industrial y tecnológico importante, hasta la aparición en 1984 de unas cámaras frigoríficas para la conservación de frutas, al amparo de los nuevos hábitos agrícolas del momento: se cambió la siembra de remolacha por el cultivo y explotación frutal.
En la actualidad el sector agropecuario está disminuyendo en favor del industrial. Esto es debido al descenso en el precio de la fruta en España y en el envejecimiento de las explotaciones, con lo que disminuyen las producciones hortofrutícolas y la calidad de las mismas. Agravando la situación del campo, las subidas de los tratamientos, el gasoil, la mano de obra y la importación de otros lugares europeos y extranjeros con una mayor calidad/precio o un menor precio.
La gente del pueblo se ha volcado en la industria de la zona. Gracias a este desarrollo industrial la tasa de paro de la comarca tiende a cero desde hace más de tres años. Épila, comarca y Zaragoza, abastecen de gente al polígono industrial de la localidad de Valdemuel (en breve quedará finalizado el segundo de nombre el Sabinar, junto a la autovía que enlaza Madrid-Zaragoza-Barcelona A2). Sumando a esta tasa cero la gente que trabaja en la General Motors de Figueruelas.

#### Primer polígono: Valdemuel
Con la instalación en Figeruelas de la multinacional GM dentro de unos terrenos comprados por Ibercaja y puestos a disposición del Gobierno de Aragón. Como primera opción al disponer de la proximidad de las vías de tren y poder hacer una apartadero de carga sin distorsionar el trayecto principal. Surgió en Aragón impuesto por esta multinacional la necesidad de disponer de empresas auxiliares en un radio no superior a 40 km. La oportunidad para el pueblo de Épila por este mandato de la multinacional para sus auxiliares que proveen de piezas a esta mega factoría. Por la lógica de que 40 km es un trayecto fácil, si la empresa de transporte habitual de GM falla, no les suponga un gran coste el conseguir a otra empresa provisional que les haga el servicio eventual a un bajo coste. Épila se situó en la estela de municipios para albergar una o varias empresas auxiliares por este apartado y porque existía entre su directiva de ingenieros un descendiente de esta localidad con bastantes tierras de la familia esponera. Que fue el que informó al ayuntamiento de esta oportunidad de montar un polígono industrial que captara a las empresas auxiliares que estaban dispuestas a abastecer a la Opel y presentó el proyecto en la multinacional. Con la condición que se hiciera a partir de las tierras que la familia disponía en las afueras próximas al pueblo. De modo que al servicio de la especulación privada de la familia esponera que uso la oportunidad y la de algún otro vecino que disponían de tierras o granja en los alrededores. Desde el ayuntamiento encargaron la elaboración de un proyecto de viabilidad de polígono industrial e incluyeron terreno público en la operación como fue el campo de fútbol municipal. Presentándolo a la DGA y GM como aspirantes a tener una empresa auxiliar. Sumando a la propuesta la excepción de impuestos y agua para la empresa que se instalará y contratara a gente del pueblo. 
Este polígono trajo a la industria moderna a la localidad con lo que desde la gente del pueblo y la comarca tubo al alcance un trabajo en el polígono industrial de Valdemuel. Y desde el ayuntamiento y el partido de gobierno del PSOE con el alcalde en cabeza. Pudieron sacar pecho de haber conseguido empresas de GM que se disputaban otras localidades y mantenerse en el ideario local como los que trajeron las empresas, más allá de la operación especulativa privada que estaba aparejada a la operación.

#### Segundo polígono: El Sabinar
Al amparo del boom inmobiliario y con la oportunidad perdida de haber albergado en estas parcelas el polígono Centrovía y a las empresas que finalmente se llevó La Muela por falta de entendimiento entre el ayuntamiento y su promotor. Y por lo bien que desde el ayuntamiento de La Muela gestionó con la promotora la baza de la proximidad a Zaragoza. Que fue determinante al tener parte de las empresas que desde el ayuntamiento de Zaragoza estaban expropiando de un polígono que se encontraba dentro de un barrio, el de la avenida Cataluña, de la ciudad que tenían proyectado que fuera de expansión de la ciudad durante el mandato del Partido Popular. Aunque con el cambio de siglas del ayuntamiento al PSOE, se paralizó esta ampliación de la ciudad por ese costado y se apostó por barrios de nueva creación desde cero que fueron Valdespartera y Arcosur, casualmente en terrenos de Ibercaja. Les ponían como condición desde el ayuntamiento Zaragozano de un plus en el cobro, el traslado a Plaza o a Centrovía de la plantillas integras que disponían en el antiguo polígono expropiado, para que no despidieran a nadie. 
A la segunda operación especulativa en marcha con El Sabinar, se sumó la esperanza del proyecto del estudio y rumor del quinto cinturón que desalojaba a Zaragoza y el puerto de la Muela del paso de camiones porque circunvalaban el puerto y a Zaragoza sin tener que pasar por el trayecto actual. Por las operaciones de compra de terrenos colindantes a estas parcelas que albergan El sabinar, por parte de una gran empresa constructora. Además de la anterior experiencia de éxito de Valdemuel. Una empresa privada y el ayuntamiento al que le prometió que estaba comprado todo el terreno se dispuso a realizar el proyecto que alejado del pueblo esta vez, tenía la baza de quedar en un margen de la autovía al estilo de Centrovía con la visibilidad para la empresa que esto ocasiona. La colaboración por parte del ayuntamiento fue el cambio de terrenos que estaban en lo que sería El sabinar por otros en terrenos en esos momentos municipales con un pozo financiado por el ayuntamiento en el paraje denominado El paso. Con un incremento compensatorio de los terrenos nuevos a cambio de los viejos, más pequeños, que estaban dentro del proyecto. 
Desgraciadamente el pinchazo inmobiliario afecto al proyecto y aunque los terrenos están todos comprados como les prometieron al ayuntamiento sus promotores. El éxito de este polígono no lo ha sido en gente de la localidad trabajando en él. O en captar a una gran empresa que le de vida como lo fue en el primer polígono ligado a la GM y con gente de dentro de la empresa liderando el proyecto. Ha quedado como un reflejo más del desastre especulativo que se produjo en el boom inmobiliario. Con dos empresas medianas en medio de terrenos vacíos al retirar la opción de construcción, que prefirieron perder la fianza comprometida con el proyecto.
En 2017 aunque no en el polígono propiamente dicho. Sino en frente y aprovechando la siguiente fachada a la autovía y la existencia de unos terrenos ya comprados por parte del ayuntamiento ante una eventual ampliación prevista. Se va a edificar un megaproyecto de una gran marca de suministros cárnicos, alimentación, piensos y logística. Que englobara un polígono propiamente dicho. Donde albergar un matadero, sala de despiece, empaquetado de pienso y distribución zona Norte y Sur de España. Esta operación se llevó con una alta discreción por parte del ayuntamiento ante los pretendientes a albergar tal megaindustria. Localidades de La Rioja, Navarra y Cataluña.
El éxito de la negociación y el conseguir la construcción en la localidad. Estaba precedido por disponer esta empresa en la localidad de una gran finca rural donde en principio querían instalar este complejo. Pero ante la dificultad de permisos al ser zona rústica y el alto coste de trasladar servicios a una zona tan alejada de lo urbano. Sumado a la predisposición del ayuntamiento a un intercambio de terrenos de la finca por los de en frente del polígono con fachada a la autovía con lo que visualmente significa como marketing de ventas.  La situación de la localidad equidistante entre Valencia, Bilbao, Madrid y Barcelona con buenas comunicaciones. Además de la propuesta de excepción de impuestos municipales del 95 % y el compromiso por parte del Gobierno Autonómico de Aragón de declarar el proyecto de urbanización y expropiación de prioridad. Ganó peso para que la decisión de la empresa se decantara por instalarse en la localidad.

## Símbolos
Esta villa zaragozana usa como armas heráldicas propias un escudo partido en pal, en el primer cuartel de azur hay en jefe tres flores de lis en oro y debajo una pila bautismal también de oro sostenida por dos leones del mismo metal, en el segundo cuartel bandado en azur y plata, atributos heráldicos peculiares de la familia Urrea.

## Administración y política
| Periodo   | Nombre               | Partido | Partido                                            |
| --------- | -------------------- | ------- | -------------------------------------------------- |
| 1979-1983 | Martín Llanas Gaspar |         | Independiente                                      |
| 1983-2015 | Martín Llanas Gaspar |         | Partido de los Socialistas de Aragón (PSOE-Aragón) |
| 2015-2023 | Jesús Bazán Sanz     |         | Partido de los Socialistas de Aragón (PSOE-Aragón) |

| Partido político    | Partido político                                   | 2003   | 2007   | 2011   | 2015   |
| Partido político    | Partido político                                   | Ediles | Ediles | Ediles | Ediles |
|                     | Partido de los Socialistas de Aragón (PSOE-Aragón) | 5      | 7      | 6      | 6      |
|                     | Partido Popular de Aragón (PP)                     | 3      | 3      | 4      | 3      |
|                     | Somos Épila                                        | —      | —      | —      | 2      |
|                     | Partido Aragonés (PAR)                             | 2      | 1      | 1      | 0      |
|                     | Federación de los Independientes de Aragón (FIA)   | 0      | —      | —      | 0      |
|                     | Chunta Aragonesista (CHA)                          | 1      | 0      | 0      | —      |
| Total de concejales | Total de concejales                                | 11     | 11     | 11     | 11     |

## Patrimonio
Existe un rico patrimonio local que no se basa solo en la propia arquitectura, sino que también incluye atractivos medioambientales y paisajísticos dignos de reseñar. Ejemplos arquitectónicos claros como el palacio de los Condes de Aranda (del siglo XVI), el edificio de los Marqueses de Saudí, el de los Condes de Montenegrón, o también los conventos de las monjas Franciscanas Concepcionistas, de clausura, y el del asilo, que ocupa el antiguo convento de los Capuchinos y donde también trabajan monjas profesas. Como patrimonio de la naturaleza cabe citar la fuente de la Cascarrera, los olivos del Santuario de Rodanas, la cueva del gato o las playas fluviales de Mareca.
Encontramos otras edificaciones a destacar: casas-palacio interesantes, como la de Jiménez Frontín Dorado o la de los condes de Montenegrón y la vivienda en la que nació el mártir San Pedro Arbués, o la curiosa casa de las Yedras, empleando para bien la cortina de yedras que inunda su fachada, causando un efecto beneficioso climáticamente, tan puesto en boga con los jardines verticales y un cambio estacional de sus colores en la fachada.
En lo alto de un cerro encontramos un conjunto bloques de piedra que marcan el lugar donde se ubicaba el desaparecido castillo y en las proximidades de la población, un puente romano, del siglo III d. C. que corresponde al antiguo trazado de la vía que unía Caesaraugusta con Augusta Emerita.
Una ermita de estilo románico tardío de nombre Santa María Magdalena, vestigio más antiguo de la cristiandad en Épila. La Casa de Mareca, ocupada por los padres de la Compañía de Jesús hasta su expulsión, alberga los restos de Luis Ximénez de Urrea, cuarto conde de Aranda y vestigios de un cubil defensivo musulmán, en ruinas en la actualidad y de propiedad privada.

### Artístico

#### Iglesia de Santa María la Mayor

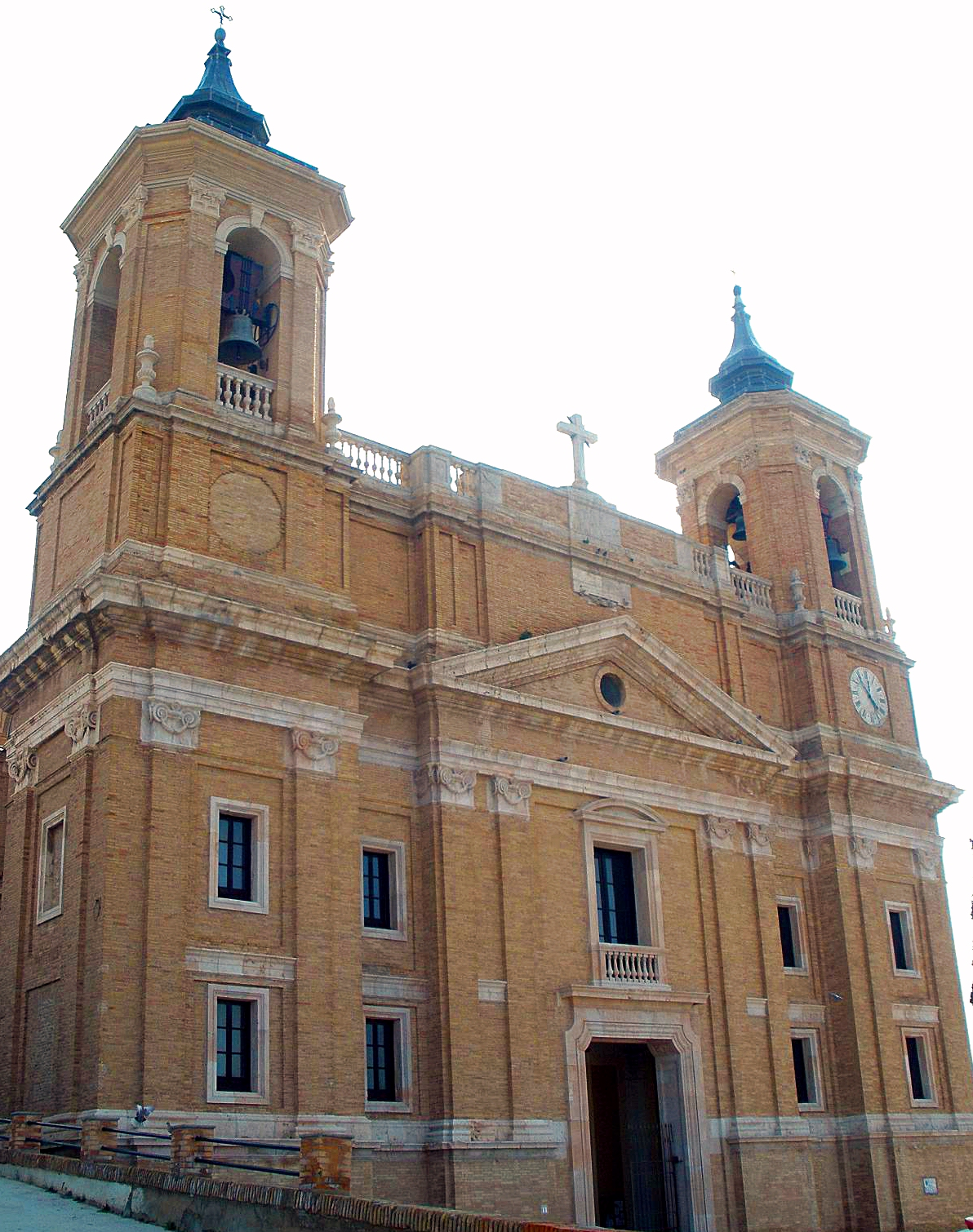
Iglesia de Santa María La Mayor.

Es una iglesia de grandes dimensiones, con una volumetría clara y rotunda, realizada en el siglo XVIII según modelos barroco-clasicistas que siguen la estela pilarista. Consta de tres naves de la misma altura y cabecera recta tripartita, alojándose un coro bajo en la capilla central.
Las bóvedas de cañón con lunetos de la nave central y los brazos del crucero, al igual que la cúpula que cubre el mismo, se hallan decoradas con interesantes pinturas murales que animan el diáfano espacio.
Al exterior destaca la monumental fachada occidental, que presenta un juego de retranqueos que le confiere un dinamismo contenido. Presenta en el centro una portada clásica flanqueada por pilastras jónicas y rematada por un frontón triangular, a cuyos lados se proyectó la construcción de torres, de las que solo se acabó la de la derecha. Igualmente clásicos son los motivos que decoran el resto de la fábrica, que combina sillar con sillarejo y ladrillo, y se encuentra actualmente en perfecto estado de conservación.
En el entorno se incluyen de forma general las fachadas de los inmuebles que dan a las plazas Conde de Aranda, Capitán Esponera y la propia de la Iglesia, incluyendo la de los inmuebles que dan a la calle vieja en el lateral y la totalidad de las parcelas que se encuentran adosadas en la parte trasera de la misma.
Las obras de la fábrica actual de la iglesia se inician en el año de 1722 bajo la influencia de Nuestra Señora del Portillo de Zaragoza. También se sabe que lo más importante de la fábrica y decoración del nuevo templo se hallaría acabado en 1798, fecha de su bendición solemne.
La monumental fachada de los pies es una de las mejor resueltas en la arquitectura aragonesa del momento, a base de un frontispicio tetrástilo de pilastras sobre alto basamento y cerrado en frontón, con ático sobrepuesto y dos torres laterales, de las que solo se acabó la derecha, y en cuya terminación, intervino Matías Sanz, el hijo de Agustín. Se ejecutaron obras para consolidar y restaurar la torre terminada y, posteriormente, se afrontó la terminación total de la iglesia con la construcción de la torre campanario gemela a la existente en su lado izquierdo. La inauguración de esta obra, una vez terminada, se dio el 16 de enero de 2011.
De la decoración interior debe destacarse el gran conjunto mural de las bóvedas, de los más importantes del siglo XVIII aragonés, si se exceptúan el Pilar de Zaragoza y la cartuja de Las Fuentes en Lanaja. Las pinturas más importantes van firmadas por Mariano Ponzano, pintor de cámara, tío del escultor Ponciano Ponzano. El resto de las pinturas murales se atribuye a fray Manuel Bayeu.
La iglesia de Santa María la Mayor tiene un altar, construido en el solar de la casa del inquisidor San Pedro Arbués, en el que se veneran sus reliquias. En otro de los altares se encuentra la Virgen del Rosario. En esta misma iglesia hay un fresco atribuido a Francisco de Goya, varios frescos de Francisco Bayeu, y una imagen de Jesús niño llamada “El Cautivico”, que hasta la exclaustración de 1835 perteneció a un convento de los capuchinos que se encontraba en Épila bajo el patrocinio de San José. 

##### Sepulcro de Lope Ximénez de Urrea

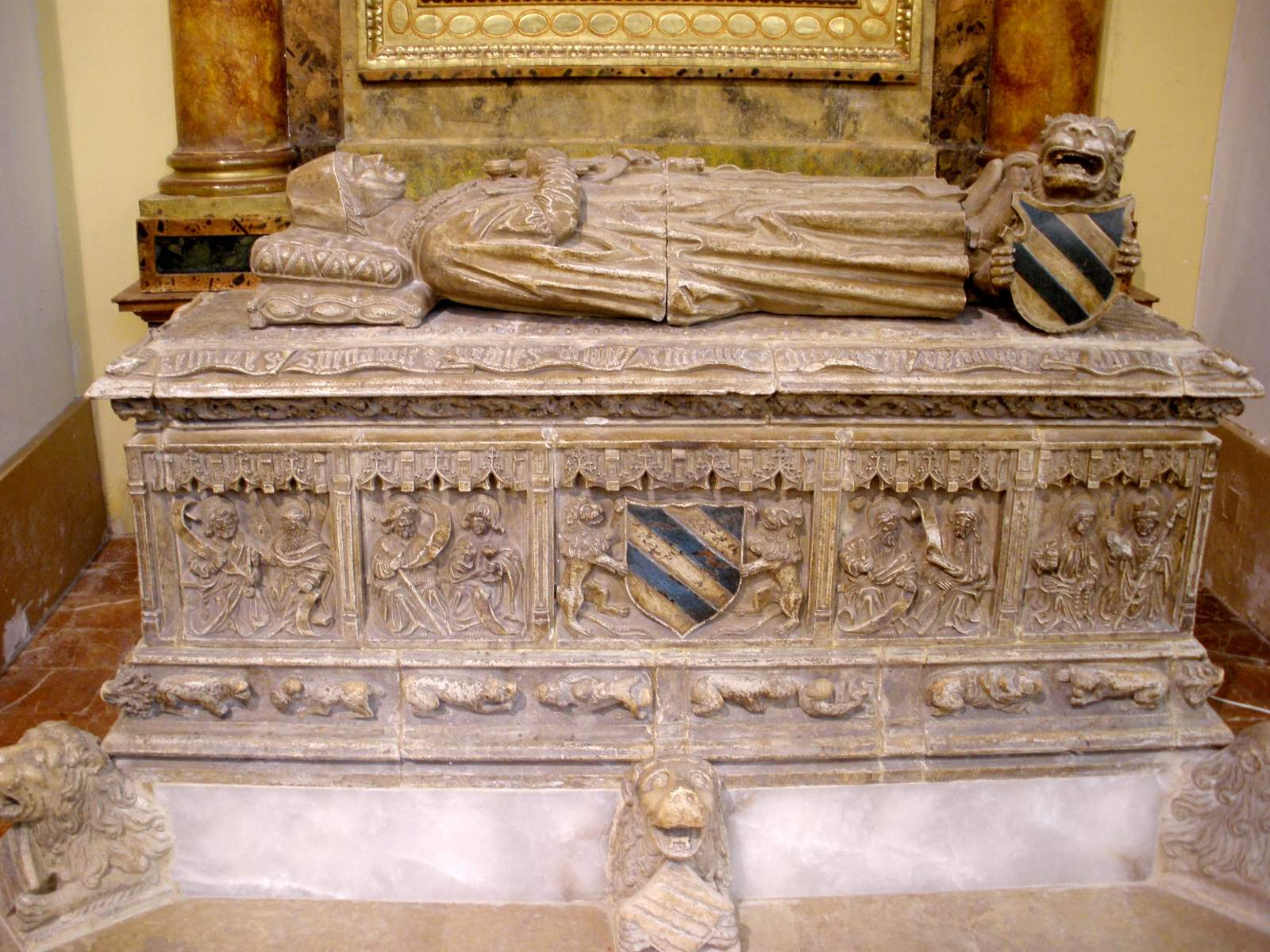
Sarcófago de Don Lope Ximenez de Urrea, en la iglesia de Santa María la Mayor.

Dentro de la iglesia de Santa María la Mayor hay que hacer una reseña al bello sepulcro de talla en alabastro aragonés de Lope Ximénez de Urrea, Virrey de Sicilia en 1465 hombre leal a Fernando de Aragón y padre del primer conde de Aranda también de nombre Lope y otros miembros de su familia. Como relata el brillante enlace adjunto en referencias de este sepulcro. No fue su entierro original este de Épila, sino que fue trasladado desde la catedral de Sicilia donde fue enterrado con honores de monarca y reconocimiento de su buen hacer y gobierno de la población. Por orden de su viuda que entendía que por el amor que siempre tubo hacia su localidad de nacimiento esta comprendía tenía que ser su lugar de descanso eterno. Encargó hacer una capilla de San Miguel como guerrero que fue y desapareció con la demolición de la antigua iglesia. Se respetó por parte de los nuevos patronos de la que iba a ser nueva iglesia barroca de la localidad que era el concejo del Ayuntamiento de Épila que empezó con la obra en 1748 hasta llegar a la altura de la capilla de San Miguel en 1769 donde pidió permiso a su propietario en aquel momento que era el décimo conde de Aranda. Por pertenecer a su familia y la importancia del personaje para la corona de Aragón y España. El conde pidió informes a su abogado para saber como actuar para no perder poderes en la nueva iglesia. Aceptó previa aceptación del ayuntamiento y promotor de la nueva iglesia que el sepulcro permaneciera en la misma localización donde se encontraba su antigua capilla y que el conde mantuviera sus derechos eclesiásticos para él y sus descendientes. Su disposición en esta nueva iglesia fue empotrado dentro de los muros, lo que impedía contemplar su magnífica manufactura y porte señorial.
Recientemente se han llevado a cabo hallazgos reseñables en dicha obra fúnebre, arrinconada y sin brillo en un rincón de la iglesia.
Los trabajos han recuperado para la villa y el patrimonio Aragonés, una obra espléndida en alabastro de extraordinaria calidad, datable hacia 1500 y, de manera sorprendente, inédita.

#### La ermita de Santa María Magdalena

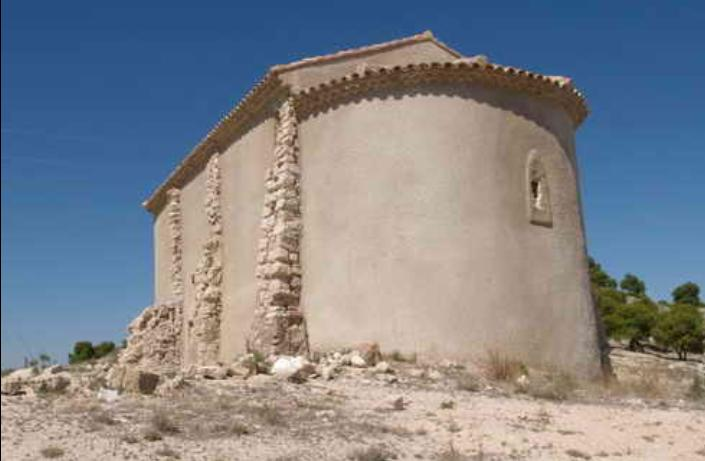
Ermita de Santa María Magdalena.

Es un vestigio del románico tardío de Aragón y en la actualidad está vacía. Dista unos 800 metros del cementerio. Se encuentra en una zona degradada y marginal denominada 'las cuevas', porque en los alrededores existen numerosas casas-cueva y bodegas vinícolas, deshabitadas la mayoría en la actualidad. Antiguamente se hacía una romería hasta la ermita y se merendaba en sus inmediaciones una vez acabada la misa. Su marginalidad la llevó al deterioro y a sufrir robos y vandalismo en su interior. Los gitanos locales incluso la emplearon para encerrar perros. Cuando la ermita llegó a amenazar ruina, se tuvo que intervenir para su saneamiento.

#### Santuario de la Virgen de Rodanas

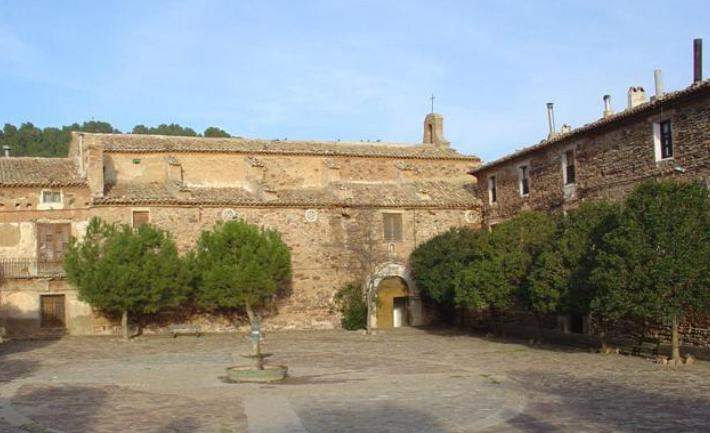
Plaza de Santuario de Rodanas.

Existe también como interés turístico un campo de olivos centenarios, próximos a la plaza del santuario y enfrente del bar. Además un detalle curioso y digno de prestarle un guiño, es el reloj de sol que hay en la fachada de la casa del cura. Sumándose el parque y la laguna artificial con patos y cisnes detrás de las cocinas, donde antes se encontraba el lavadero.
Las excursiones que citan en el enlace de rutas, son muy interesantes porque indican el recorrido. Una que recogen y es muy interesante de visitar es Vadearcos, perteneciente al término de Tabuenca, pero dentro de la serranía de Rodanas que agrupa varios términos municipales.

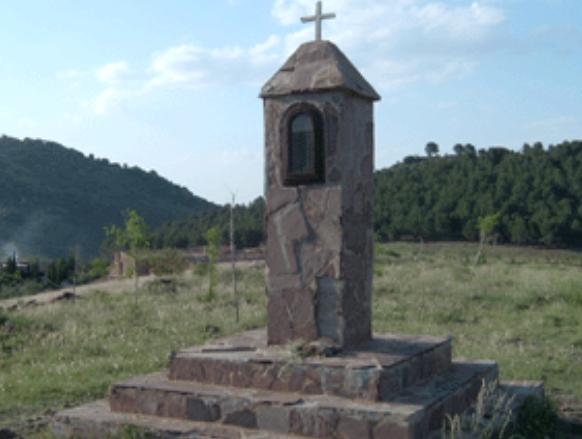
Pilón marca aparición virgen Rodanas.

En la actualidad se ha adecentado el recinto y su plaza, para la visita turística y no es extraño acudir cualquier sábado y encontrarse, con el buen tiempo sobre todo.., los merenderos y las mesas llenas de gente que viene a pasar el día y hacerse una parrillada, un rancho o a comer comida de casa en el campo. Solo está permitido el fuego dentro de los fogones protegidos en lo que antes eran unas parideras. Que se han acondicionado para fogones una y otra, la más grande para comedor con mesas y bancos. Con esa condición turística también sean incorporados unos baños públicos, que sortean con un gracioso puente un barranquillo. Dándole su particular pincelada y estilo a estas obras de acondicionamiento, el jefe y encargado de obra del ayuntamiento por entonces Don. Jesús Va Villa, al disponer de plena libertad de ejecución de estilo de obra.
El santuario es propiedad de un patronato que dirigen el cura y el alcalde. En la cocina del Ayuntamiento hay un aula de la Naturaleza. Y en la que comparten el ayuntamiento y los hermanos de la cofradía de la virgen, en unos trabajos de adecentarla apareció una representación en un fresco de la última cena, de autor desconocido.
Actualmente se están llevando obras de restauración del Santuario por parte de la cofradía de la Virgen de Rodanas, mediante subvención y con dinero donado por los vecinos del pueblo, mediante la compra de un DVD, con fotografías de los cofrades. Se intenta repetir el éxito de la donación para la restauración del altar de la virgen de Rodanas.

#### Palacio de los Condes de Aranda o Duques de Híjar

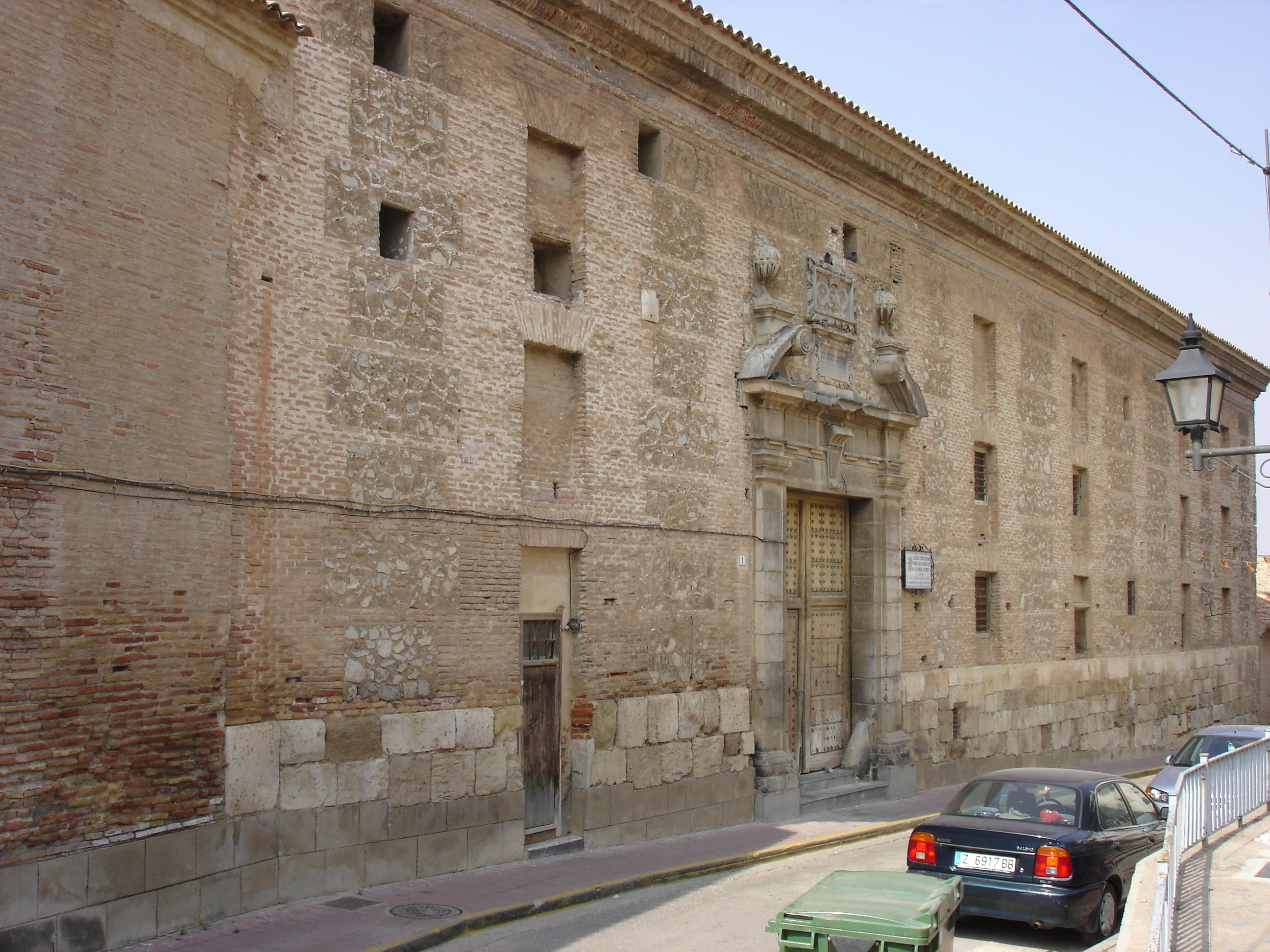
Palacio de los Condes de Aranda.

La concesión de la grandeza de España en 1626 por el rey Felipe IV a los condes de Aranda venía a reconocer las empresas edilicias de los mismos, tanto en el palacio, como en el convento e iglesia de religiosas descalzas de la Inmaculada Concepción. Entonces eran condes de Aranda don Antonio Ximénez de Urrea y doña Luisa de Padilla y Manrique.

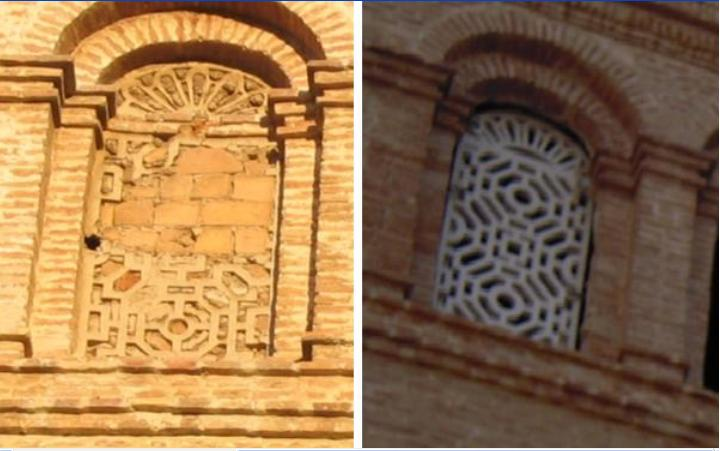
Celosías nuevas del palacio de Épila, sin colocar y acabar, comparadas con las viejas.

Constituyen tanto el palacio como el convento e iglesia uno de los conjuntos más notables del siglo XVII en Aragón. La fachada más noble del palacio no es la principal, con excepción de la portada, sino la posterior, que da a la huerta y forma ángulo, en una amplia explanada, con la portada del convento, donde los condes concentraron todo el ornato. Esta fachada posterior en tres plantas sobre un basamento, resulta sobria y grande de concepción en un estilo protobarroco, con matices mudéjares tardíos. 

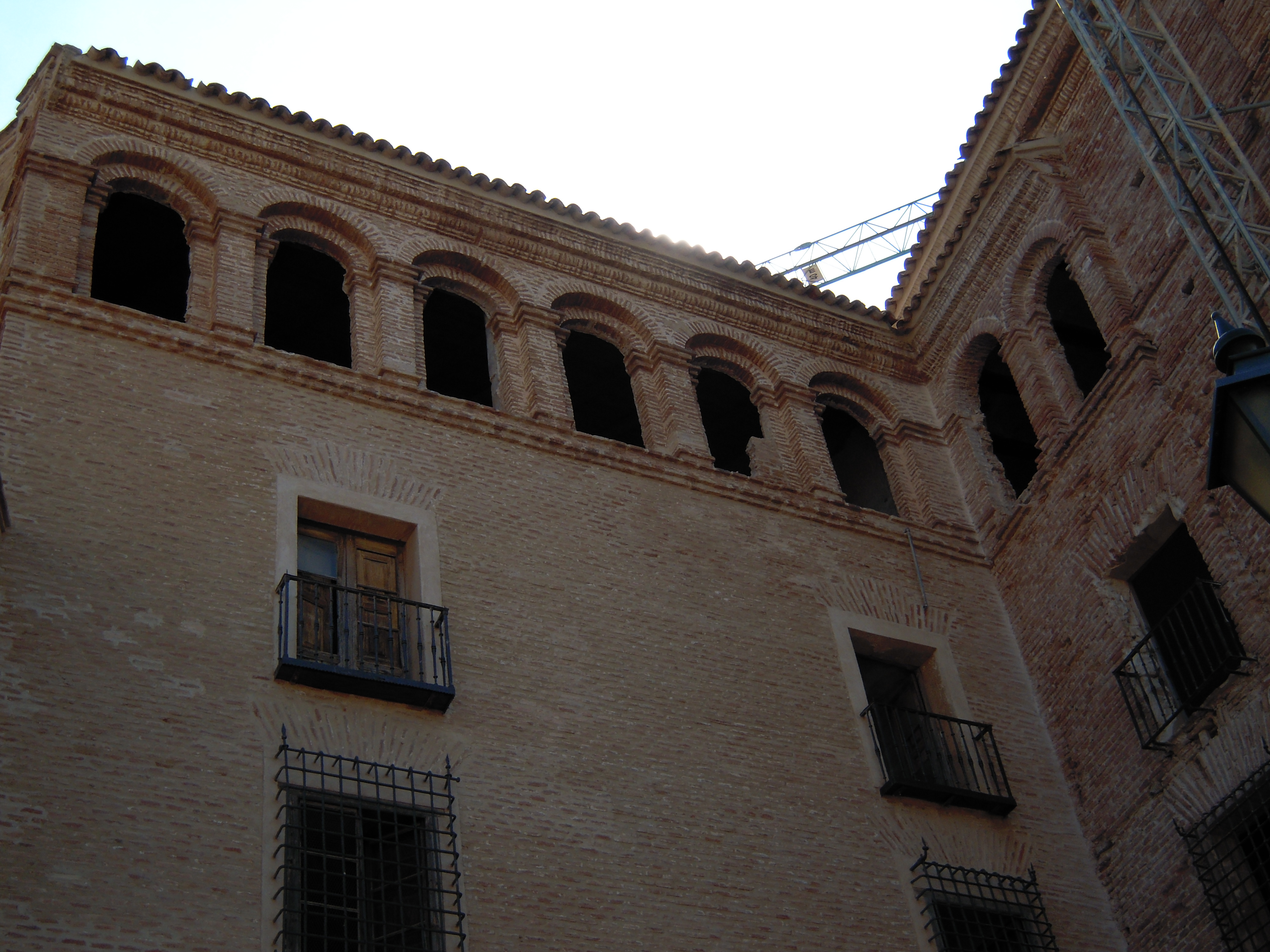
Galerías ciegas del palacio, destapadas durante las obras.

En el entorno del pueblo y comarca se le nombra al palacio por su casa nobiliaria original que fueron los Urrea o condes de Aranda pero tras su desaparición dinástica e incorporación en la casa de Híjar. Sus descendientes a nivel administrativo pasaron a ser el apelativo del palacio. Causa que en ocasiones se busque el Palacio como del Conde Aranda y sucesos como su desmantelamiento aparezcan bajo el nombre del duque de Híjar. Es en el periodo más cercano en vida de don Alfonso abuelo de doña Cayetana de Alba cuando se dota al edificio de comodidades propias de su tiempo como servicios y agua caliente. Que el segundo hijo de la duquesa se llame Alfonso, es un homenaje a su abuelo de Cayetana, Alfonso de Silva, que pasaba largas temporadas en Épila, administrando sus extensas propiedades en la ribera del Jalón. Y gustaba vivir en la población en contra posición a su hijo que gustaba de vivir en grandes ciudades como Madrid o Sevilla. El esfuerzo de recuperación de la ruina tras la guerra civil, en que quedó el emblema de los Alba que es el palacio de Liria. Llevó a que poco a poco los Alba fueran vendiendo posesiones para hacer frente al coste de la recuperación de este palacio. La empresa tras la desaparición de su padre la continuó su hija Cayetana. Motivo que está detrás de la venta final de todas las grandes posesiones que disponían en la ribera del Jalón. Con la venta de estas tierras el estar administrándolas, que era el motivo en el que sustentaba sus estancias el abuelo. Dejaron de ser necesarias y durante un tiempo el palacio quedó en espera mientras un administrador lo conservaba. La visita que tras su segundo matrimonio hicieran Doña Cayetana y su marido a la localidad y palacio con la excusa de viaje de novios. Les hizo comprender el valor real del inventario que el inmueble disponía en una época de transición y de volver a tener una identidad como comunidad. Esta creciente identidad como pueblo pudo asustar a los Alba que ante el conocimiento del valor de lo que el palacio atesoraba y bajo el paraguas de ser privado. Se decidieran ponerlo a recaudo entre sus palacios que más habitaban y usaban dejando desprovisto de cualquier mueble o pertenencia de valor o utilidad al palacio. Hasta el punto de ir dejando su mantenimiento por su alto coste al no hacer pequeñas reparaciones y amenazar por su deterioro con la ruina. Momento en que por su obligatoriedad desde 1984 al ser patrimonio protegido de repararlo. Lo cedió simbólicamente por una peseta para que el ayuntamiento se hiciera cargo como propietario de su mantenimiento y restauración o saneamiento. 
En la actualidad se encuentra vació de contenido desde 1978 como recogiera el periódico Andalán que se puede ojear en los enlaces sin previo aviso al ayuntamiento o diputación se llevó a cabo un desalojo de las pertenencias del conde con el amparo de ser propiedad privada. Como recoge este reportaje el montante real de lo que el palacio tenía no se sabrá enteramente nunca. Pero constatado el valioso tapiz heráldico de David Teniers y una colección de tapices de Pannemaker, sobre dibujos de Michel Coxcie además de un conjunto de piezas de cerámica de Alcora (Valencia) del siglo XVIII. Cajas de libros y documentos , muebles de época, relojes, piezas de bronce, lámparas y un número no determinado de cuadros y tapices. Pese a ello se están llevando a cabo restauraciones que han producido la desaparición de unas celosías mudéjares tardías en las ventanas de las galerías ciegas próximas al paso hacia el convento, que se han restituido por unas réplicas nuevas con la misma geometría peculiar que perduraba en tres, en mal estado.

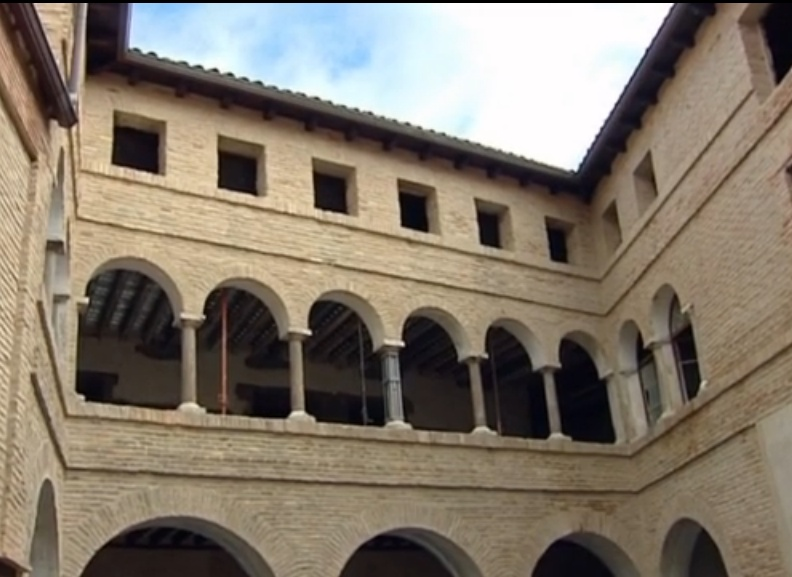
Estado actual del patio del palacio después de la restauración

La intención es que los vecinos y turistas vuelvan a disfrutar de las bellas e interesantes celosías para estudiar el mudéjar tardío en Aragón, al igual que las situadas en el convento al que se accede por el pasadizo elevado con el que comunica. Estas galerías ciegas eran comunes en las zonas de tránsito de gente noble o en los aleros de los grandes palacios. Al igual que sucedía en las zonas musulmanas o cristianas donde había mujeres, permitían ver a través de ellas pero no ser vistos con claridad desde el exterior o, en caso de los aleros, entrar el aire fresco que airea las cubiertas, sin el riesgo de que pudiese entrar nadie por ellos. 
Como expone José Antonio Tolosa destaca en el interior del palacio, en el estado actual, el salón principal con el alfarje pintado del siglo XVII, donde se representan las armas de los Urrea. También hay alfarje pintado en el despacho del conde donde como curiosidad fruto de la güasa de un restaurador aprovechando la silueta de un dibujo floral del artesonado se incorpora una figura humana con traje. Y el tercer y último alfarje de los que se conservan en el palacio cubre la segunda cámara auxiliar a la que se accede desde la anterior. Por el otro extremo de esta estancia se comunica con un pequeño pasillo que lleva hasta el pequeño bloque lateral del edificio que fue añadido a la vez que se construía el Convento de la Concepción (1624-1629) para acercar el palacio al Convento a través de un paso elevado sobre la calle y había. Se suman a este patrimonio en los techos de algunas de sus estancias. Grandes vigas entre tramos de cielo raso que cubre su parte superior y el espacio entre ellas con remates en pequeños canes o ménsulas con decoración tallada de tipo claramente renacentista. El último espacio de los que nos interesan dentro de este palacio se encuentran en la planta entresuelo del edificio. En estas estancias ocuparon hasta su desmantelamiento el Archivo Ducal de Hijar y las vitrinas que guardaban la colección de trajes reales que poseía la Casa de Hijar. Estas estancias se ubican justo debajo de las tres salas de los alfarjes y de la capilla anexa al Salón Principal. Desgraciadamente desde 1978 esta desmantelado, al igual que las vitrinas donde estaban guardados la colección de trajes del rey y el archivo. Lo más interesante de esta zona lo encontramos, al igual que en las dos estancias anteriores, en sus techos que presentan largas vigas dispuestas en sentido transversal en su parte interior y de escudos heráldicos pintados al frente, probablemente añadidos o retocados a partir de 1930 cuando se instalan aquí las vitrinas y el archivo, y que recogen un variadísimo repertorio de blasones heráldicos, seguramente pertenecientes a familias emparentadas de una u otra manera con la Casa de Hijar. Los trajes se los llevaron con el desalojo mencionado y simbólicamente con el cumplimiento del 200 años de muerte del último Conde Aranda, en 1998 para no hacer frente a su costosa y obligada restauración al ser considerado Bien público, lo cedierón al pueblo en ruinas y desmantelado. Al punto que los alicatados de porcelana de algunas habitaciones o chimeneas desaparecieron, dejando al menos una muestra o testigo para que se supiera como eran. El palacio tenía, además, desperfectos en su tejado y techumbres. El archivo, en cambio, fue cedido para conseguir mejoras fiscales.

##### Archivo Nobiliario y Trajes del Rey
Conocido en la actualidad bajo el nombre de archivo de la Casa Ducal de Híjar es en realidad el resultado de la agregación de varios archivos señoriales que, por una serie de circunstancias familiares, fueron a confluir en la casa de Alba. Se encontraba depositado en el antiguo palacio del conde de Aranda, instalado en cinco salas, dispuestas en torno a un Museo del Traje Real (era prerrogativa de los Fernández de Híjar recibir como regalo el traje con el que había sido coronado el rey de España). Con toda seguridad, una parte de este fondo, el de Híjar, provenía de Madrid de la llamada Capilla del Obispo de Palencia, una fundación de la familia Salazar en Madrid. Otra parte del fondo estaba constituida por el propio archivo condal de Aranda, que al parecer siempre tuvo su sede en Épila. 
Tanto en éste como en otros fondos nobiliarios, hubo un trabajo archivístico de organización en algún momento del siglo XVIII, y se conservan los instrumentos de descripción resultantes en forma de grandes Índices. La casa ducal siempre dispuso de un archivero a su servicio, y aún hoy lo tiene. En 1950, tras la visita al palacio de Épila del entonces director general de Archivos y Bibliotecas, se realizó un primer Inventario mecanografiado de los fondos documentales por parte de tres facultativos de la Biblioteca Universitaria de Zaragoza, que concluyeron su labor de enlegajar y registrar los 1301 paquetes en diciembre de 1951. El archivo así organizado fue accesible a los investigadores, previo permiso de los titulares y acuerdo con el archivero de la casa. Los duques de Alba determinaron la entrega de este fondo documental a la comunidad autónoma de Aragón, bajo excepciones y mejoras fiscales. Y se decidió entonces depositarlo en el Archivo Histórico Provincial de Zaragoza, donde ingresó en seis fases, entre 1988 y 1992, que supusieron la entrega sucesiva de los 1301 legajos que lo integran.
El Archivo Ducal de Híjar era una pieza fundamental del entramado de propiedades de quienes ostentaban el título nobiliario en cada momento. Sus documentos demostraban que podían presentar títulos de propiedad sobre tierras, edificios y gentes. La Casa de Híjar capeó bien las sucesivas desamortizaciones del siglo XIX porque respaldaba con pruebas escritas todas sus posesiones.
Posesiones que llegaron incluso a Zaragoza, donde los duques de Híjar poseyeron en el siglo XVI, en el Coso, un edificio en lo que ahora es la sede de la Caja Rural. Y hasta la provincia de Huesca, pues Cayetana de Alba es descendiente de Pedro Pablo Abarca de Bolea, el conde de Aranda (1719-1798), que nació en Siétamo y murió en Épila.
La importancia de los trajes que el duque de Híjar tenía en custodia en el palacio. Quedó incluso reflejado en un reportaje de un periódico de época de nombre La estampa, que en 1929 el 15 de enero en un artículo firmado por Don Pedro Massa y habla de los 50 trajes de los reyes de España que custodia. La reproducción integra del reportaje esta a disposición abajo en el apartado de enlaces.

#### Convento de la Inmaculada Concepción

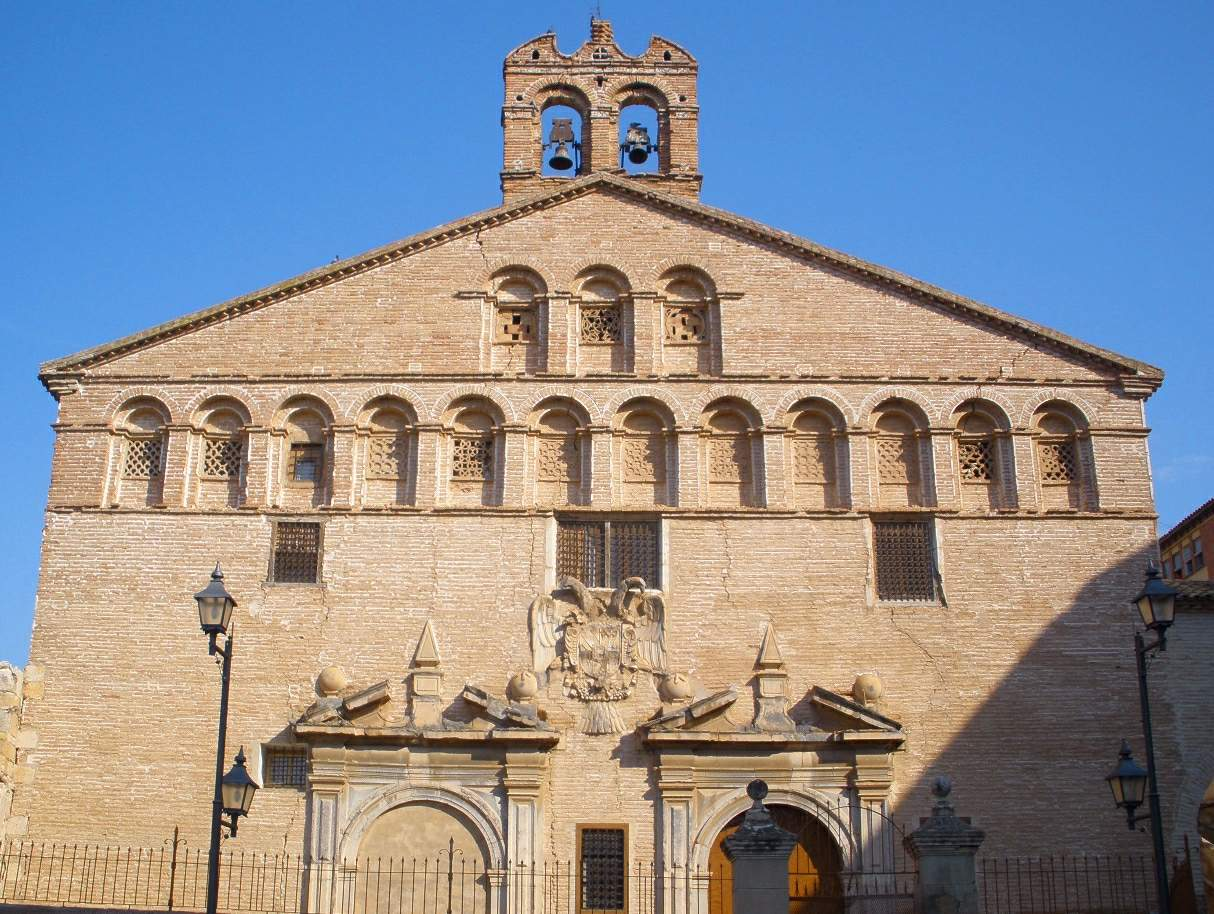
Fachada principal del Convento de la Inmaculada Concepción.

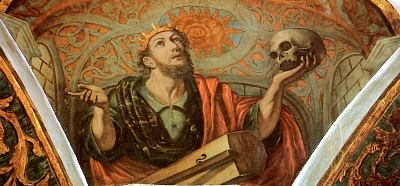
Fresco de Juan Galván.

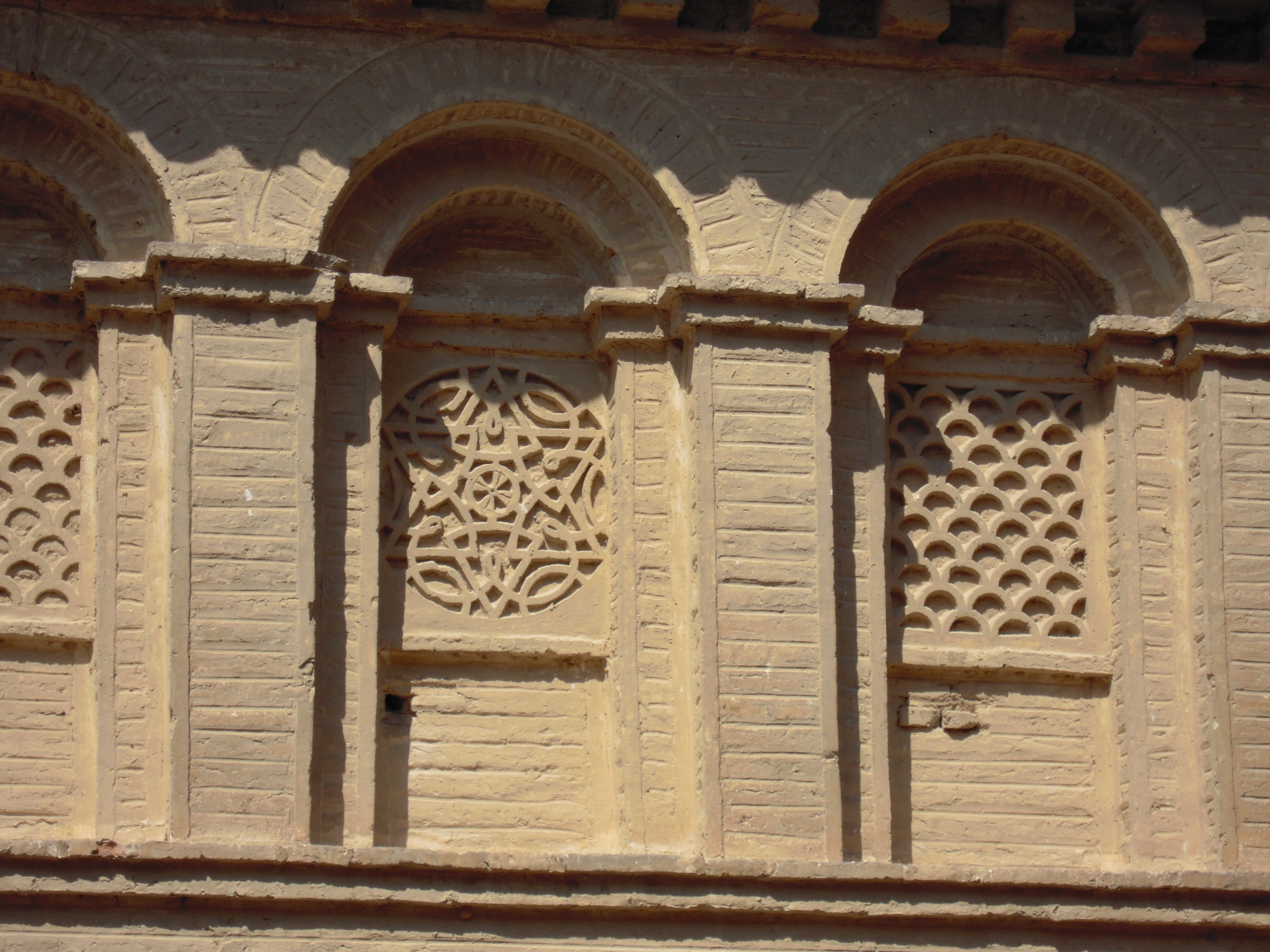
Conjunto celosías en galerías con arco de medio punto en la fachada lateral del convento de la Inmaculada Concepción.

La iglesia y convento adjuntos al palacio de los condes de Aranda se fundaron en 1621 e inauguraron en 1629. Destaca la portada doble con arcos de medio punto con frontones partidos coronándolas. Entre ambas portadas se colocó un águila bicéfala con las armas de los condes de Aranda. También destaca la galería de arcos con yeserías de tradición mudéjar en la parte superior que recorre todas las fachadas. Siendo junto con las del Palacio el sello mudéjar que nos queda en la localidad y por lo que nos incluyen en patrimonio mudéjar de Aragón. Señalándolo en la entrada del pueblo con un cártel visible desde la carretera.
La iglesia es de planta de cruz latina, abovedada con lunetos en el presbiterio, brazos del crucero y dos tramos de la nave, mientras el crucero se cierra con cúpula sobre pechinas y linterna. A los pies, una tribuna sirve de coro alto conventual. Todas las bóvedas y en especial la cúpula fueron pintadas por Juan Galván, quien firma la obra. Constituye esta uno de los conjuntos murales más novedosos del siglo XVII español (realizado hacia 1628-29), incorporando el perspectivismo romano, donde Galván se había formado. En el presbiterio hay dos lienzos de interés, una Resurrección y una Epifanía, de tradición manierista y de la época fundacional.

#### Casona de Mareca
Lugar de retiro del Conde de Aranda, perteneció a los señores de Mareca que, de origen árabe, la tuvieron que abandonar, haciéndose cargo de ella la orden de los Jesuitas. Con la expulsión de estos, en 1767, al igual que sucediera con su primer propietario se hizo cargo de ella el Condado de Aranda. Convirtiéndose en lugar de retiro veraniego del conde. En su interior se encuentra la tumba de uno de estos condes de Aranda.
Recientes estudios de la Universidad de Zaragoza, realizados por Álvaro Cantos Carnicer y Héctor Giménez Ferreruela (puesto el enlace de su estudio en pdf dentro del apartado enlaces), demuestran la existencia de ese origen islámico de torre vigía o defensiva en Mareca.
Dista del pueblo unos pocos kilómetros, estando dentro del paraje denominado Mareca. Se accede a él por la carretera comarcal a la altura de la fábrica de harina. En la actualidad es de propiedad privada y está descuidada al punto de amenazar ruina y tener varias tapias derruidas pese a estar recogida como de interés patrimonial. Han desaparecido el escudo heráldico, el interior de la capilla y la casa y solo quedan las ruinas que atestiguan su porte señorial. Lamentablemente, ni desde el ayuntamiento ni desde el gobierno regional se hace nada para que sus dueños actúen para savaguardarla.

#### Restos de muralla - torreón

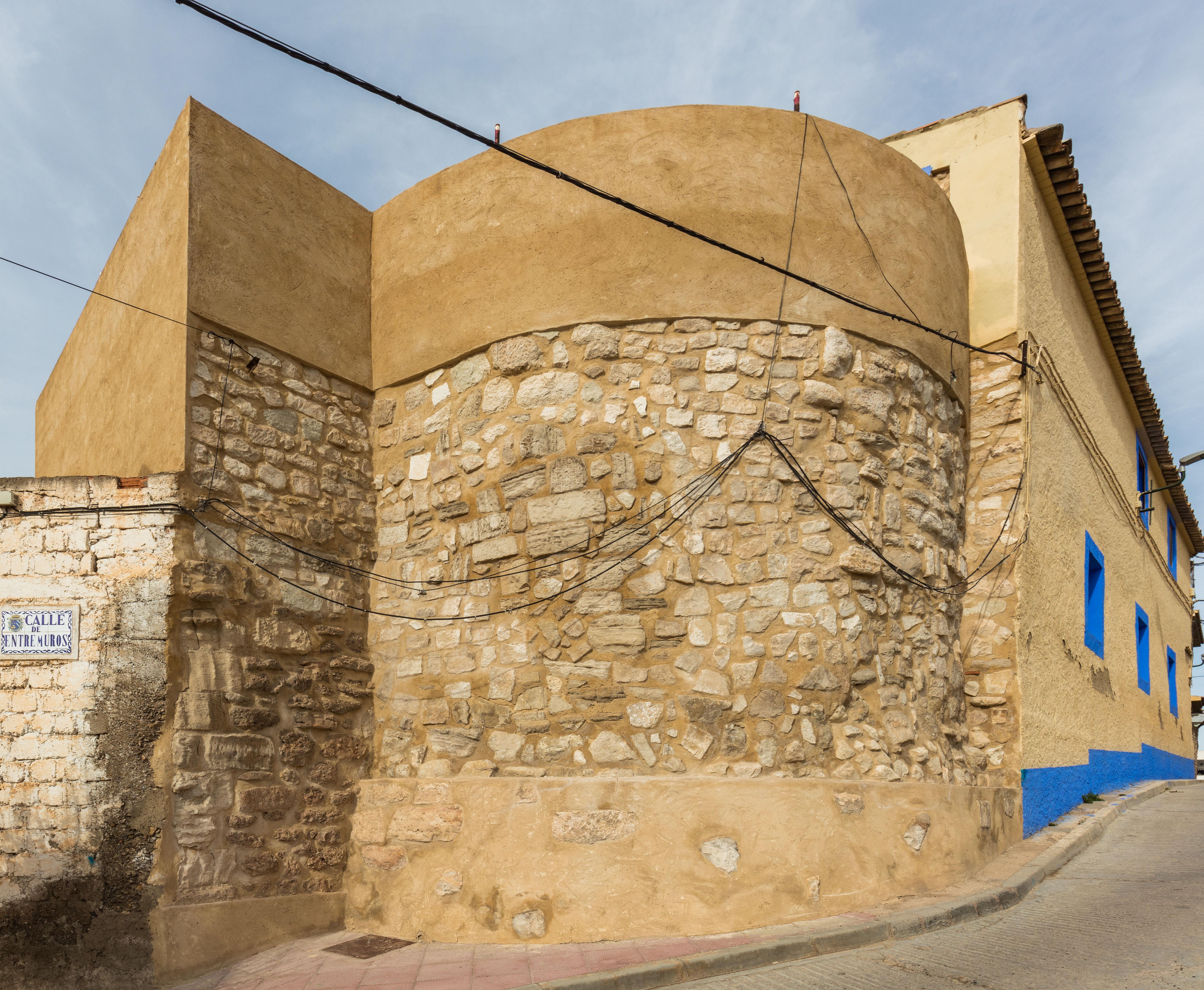
Torreón.

Como en todos municipios con un largo pasado histórico esta villa ha poseído varias murallas que sean ido aumentando y destruyendo según el paso del tiempo y el crecimiento demográfico y periodos de paz existentes en la zona.

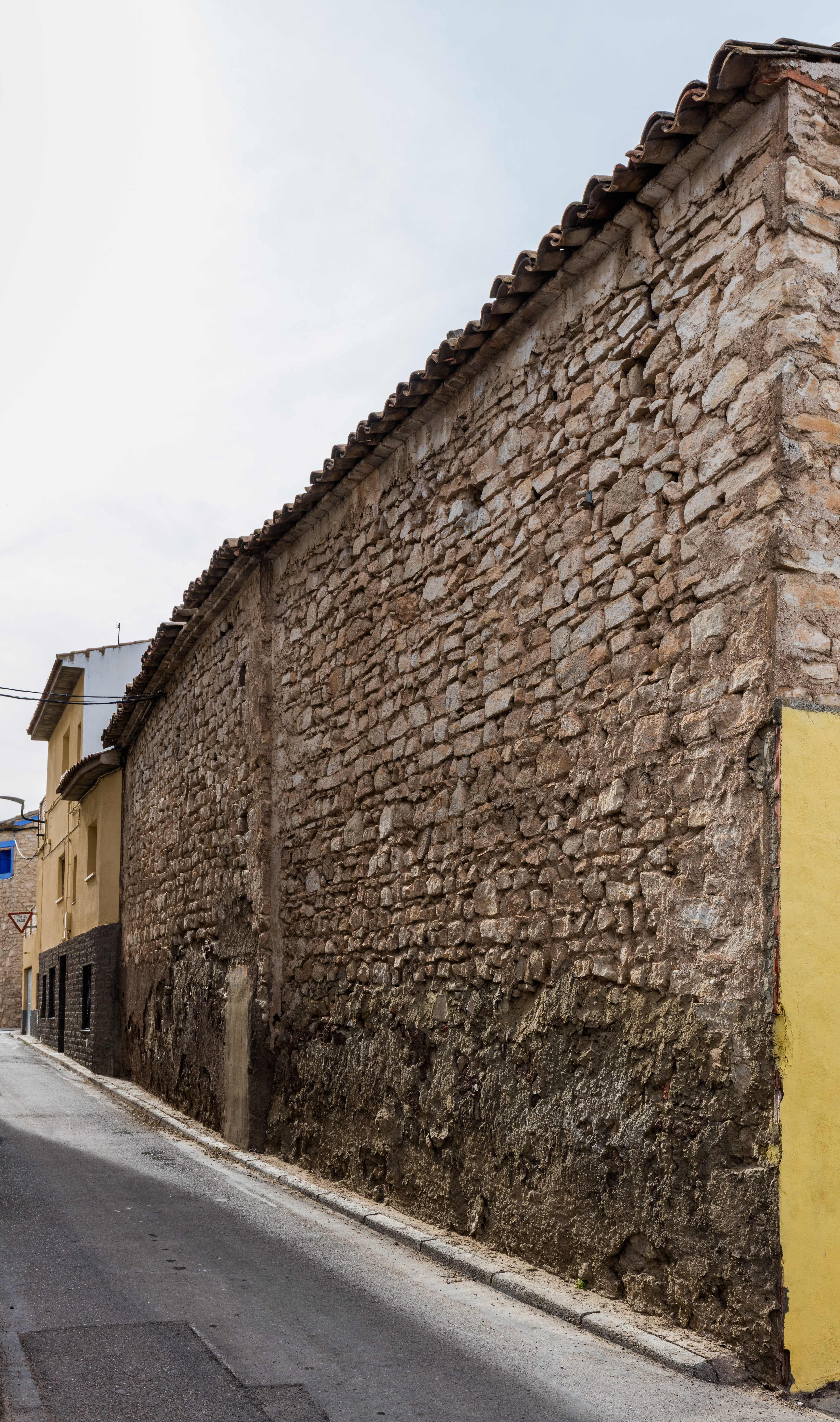
Tramo de la muralla.

En la actualidad solo existe un tramo visita de la muralla, que es un torreón defensivo. Como era costumbre en una zona donde no abunda la piedra de sillar o de construcción, con los largos periodos de paz y el crecimiento extramuros de los municipios se usaban las piedras de la muralla como muro o fachada de las casas solariegas pudientes que se podían costear su compra o se utilizaba el paño de la muralla, para un muro de las casas extramuros, menos pudientes que se adosaban literalmente al muro defensivo. Esta es una de las razones por las que en casonas del pueblo se sabe de la existencia de parte de la muralla o de piedras de esta. Pero visibles al turista solo está el torreón. Que por otra parte, pertenece a una sociedad cultural que ya ha restaurado la fachada principal y el propio del torreón. La sociedad cultural actualmente está gestionando rehabilitar un paño, (que supone de muralla), entre el torreón y la fachada principal.

#### Mirador de la cruz del Castillo
En el cabezo que predomina sobre la villa, en tiempos existió un castillo que ya en tiempos del Conde Aranda fue demolido para la construcción del palacio citado anteriormente. En el lugar que se erigió el castillo musulmán, posteriormente reconvertido en cristiano, en la actualidad se erige una cruz, sobre los cimientos de piedra simbolizando la cristiandad ganada a los infieles por el rey y su vasallaje al condado de Aranda, encargado de su defensa al cederlo el propio rey.
Desde esta colina, se vislumbra todo el valle del Jalón a su paso por la localidad y en el horizonte asoma la serranía de Rodanas, El Moncayo y más próximas el barrio de la Azucarera y el paraje de Mareca y las tierras de los Condes de la Viñaza.

#### Restos de un antiguo molino

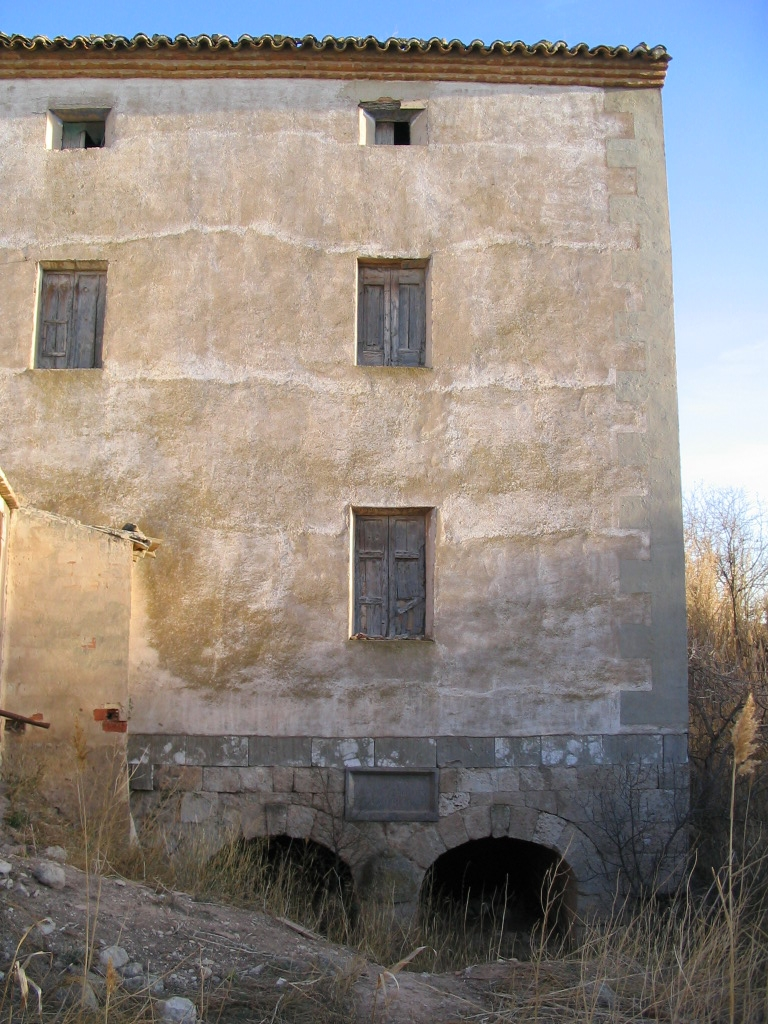
Molino harinero de la calle Gil Sastre.

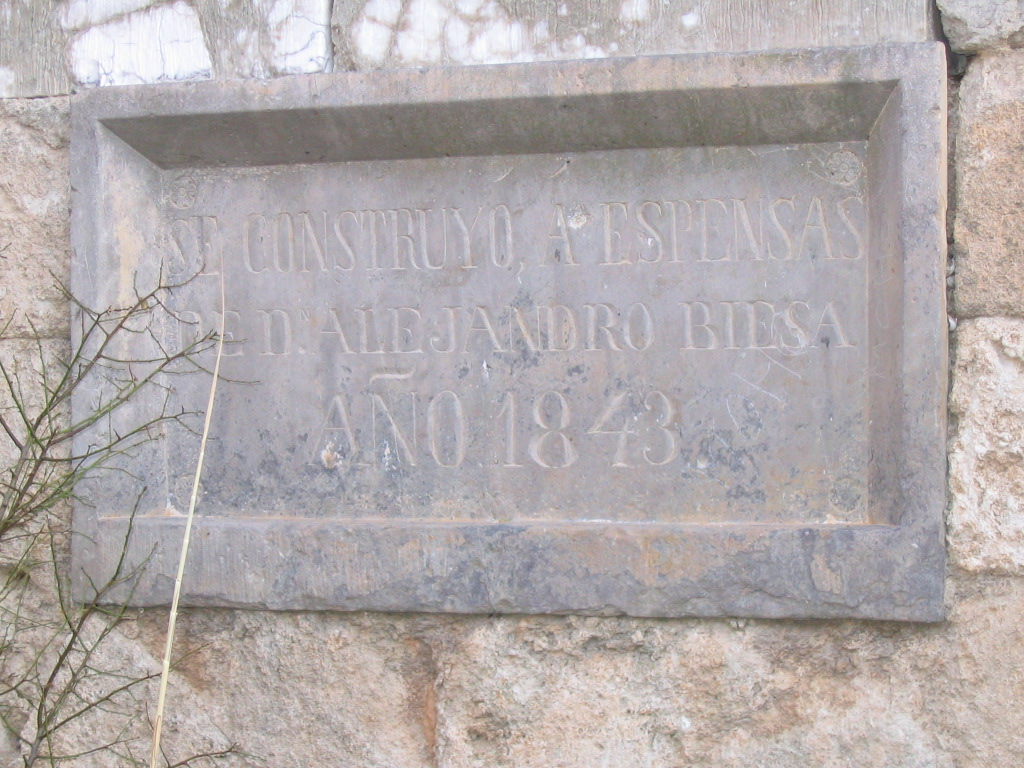
Detalle de la placa del Molino del año y quien lo mandó construir.

En el entramado urbano de la villa, en lo que un día fueron barrios de nueva creación al amparo de una especie de viviendas de protección oficial. Perdura como un recuerdo del pasado un viejo molino que como indica la placa situada en su fachada data de 1843 y fue construido a expensas de Alejandro Biesa.
Su fuerza motriz era el agua que desviaba de la acequia que aún perdura en parte tapada desde la travesía. Está situado al final de la calle Gil Sastre, sobre el número 10, detrás de una tapia de ladrillo. Su estado es ruinoso pero solemne de su pasado glorioso. En la zona también existía otro molino de aceite que ha desaparecido al amparo de la urbanización de la zona.

#### Noria industrial
En el paraje llamado como la noria existe en el comienzo de cabecera de una acequia una pequeña noria de hierro en proceso de deterioro que servía para electrificar una finca y para levantar agua de riego. Como pequeña noria preindustrial es coqueta de ver pese a su estado por lo que significó para sus propietarios el disponer de luz gracias a ella.

### Paisajista

#### Serranía de Rodanas
Solo el recorrer sus rutas y caminos entre su vegetación y campos labrados merece la pena. Su proximidad con Zaragoza hace de ella una serranía de recreo para la ciudad además de para las localidades que tienen parte en sus términos. El auge del cicloturismo, el running y el senderismo o la caza, hace que raro es el fin de semana que no hay gente por el monte. Su gran dimensión y su confrontación con muchos términos municipales hace que varias localidades tengan como patrona a la virgen de Rodanas y como lugar de recreo a la serranía.

##### Los Reds Beds de Rodanas
La simple traducción de la palabra al español, sin contexto, es camas rojas de Rodanas. La suma de esta combinación de palabras no significan nada fuera de la geología que es su lugar de utilización y compresión. Como todo que tiene que ver con la geología, hay que contextualizarlo en millones de años para hablar en su idioma. Y como compresión de lo que el profano a la geología ve como simples piedras con algún fósil. Esta denominación de Reds Beds la reciben zonas geológicas que a modo de compresión general han atrapado durante su formación restos orgánicos vegetales que retuvierón su oxígeno interno. Mientras que en la tierra se producía una sobre exposición de oxígeno que afecto a todo el planeta modificando su composición por el poder oxidativo de este componente. Formándose grandes sumideros de óxido de hierro como contacto con el oxígeno. Las plantas que durante esa época fueron confinadas bajo lodos o tierras se fosilizaron con un característico color rojo producido por el óxido de hierro.
En zonas donde existe una gran concentración de estos bancales de fósiles y se produce una erosión por aire o agua. La imagen que produce el color rojizo en los atardeceres es una estampa difícil de olvidar.

##### La fuente de la Teja y Aguas Vivas
Situada en la serranía de Rodanas dentro del término de Épila. Esta antes de llegar al santuario de la virgen existe un camino que esta antes de llegar al puente del barranco a mano derecha si subes. Este manantial tiene la particularidad que se construyó una acequia financiada por el ayuntamiento de Lumpiaque para abastecer de agua a este pueblo. Pero su discontinuidad de flujo según años hizo que se abandonara esta idea. Quedando para el recuerdo la acequia que cuando lleva caudal abastece a los campos por los que pasa. La zona de Aguas vivas se denomina al riachuelo que de esta fuente surge cuando se embalsa naturalmente en una balsa de la que parte la acequia y este riachuelo que da vida a la zona. 

##### Valdearco
Al igual que le pasa a los ojos. El pertenecer a otro término municipal como es el de Tabuenca no impide que por estar dentro de la serranía de Rodanas y compartir por proximidad término municipal con Épila. Se reseñe como visitable y de riqueza paisajístico este paraje. Está dentro de la serranía y es un arco natural ocasionado por la erosión. Su espectacularidad reside si se visita en atardeceres que encierran en su arco al sol. Y en sus proximidades existen pinturas rupestres que van deteriorándose por su falta de protección a la intemperie.

##### La cueva del Gato
Próxima a las minas de Rodanas se encuentra esta particular gruta para valientes. En la actualidad está cerrada para las visitas por el peligro que ellas conllevan de perderte o de ocasionar serios problemas. Espeleológicamente han sido poco exploradas. Pero en su interior se descubrieron restos de haber sido empleada como espacio de convivencia de humanos. Se puede ver la cueva desde esta videoguía de las referencias.

##### La buitrera
Es el pico más alto de la serranía. Como su nombre indica existe un elevado número de nidos de buitres razón por la que pese a sus paredes verticales por uno de sus lados donde se encuentran los nidos. Este prohibida la escalada. Desde la parte de atrás de la montaña se puede subir caminando pese a que en el tramo final la pendiente sea pronunciada. El ascenso a este mítico pico de la localidad merece la pena por las vistas de la serranía que se disfrutan desde allí.

##### La Carrasca y Olivos centenarios
Junto al complejo del Santuario se encuentra un bar y restaurante de brasa. Antes de su entrada se encuentran los olivos centenarios que pertenecen "a la Virgen" por medio de un patronato, y es el Ayuntamiento quien últimamente se está preocupando de su cuidado.
Siguiendo la ruta marcada por ese campo se llega al monumento vegetal que nos muestra la belleza del paso del tiempo en una encina o carrasca como se denominan aquí.

#### La Cascarrera
Es un manantial tan próximo al río Jalón que sus aguas pasan directamente a formar parte del río en cuanto salen a la superficie. Situada en las proximidades de la fábrica de harinas y en el entorno de Mareca. Dispone de una pequeña playa de río y es un paisaje salvaje de soto de río.

#### Las playas de Mareca
Es un conjunto de playas fluviales que toda la vida han sido el sitio de recreo de la juventud del pueblo. Las condiciones de contaminación del río y la dejadez en el mantenimiento de la zona. Hacen que pese a seguir existiendo hayan dejado de ser el recreo de la juventud del pueblo.

#### Ojos de Pontil
Pese a no pertenecer a Épila su demarcación territorial y término que pertenecen a Rueda. Su proximidad a la localidad y su particular sensación que ejerce al que la visita en invierno sobre todo, con sus brumas. Al existir un contraste entre la temperatura ambiental invernal y sus aguas termales que siempre salen a 22°. Sumado a que desde el Ayuntamiento de Rueda han hecho el esfuerzo de acondicionar la zona con merenderos y su entrada gratuita solicitándolo en el teleclub.

#### La balsa del plantel.
Nacida como balsa de riego para una agrupación de jóvenes agricultores asociados por los años 60 que obtenía el agua de la acequia principal del valle del Jalón medio que es la de Mareca. Emprendieron la empresa de hacer regadíos en la falda de la sierra de Rodanas aprovechando el caudal de exceso que por entonces tenía esta acequia que viene desde los árabes. En la actualidad esta balsa ha perdido el uso principal porque la propiedad actual de esta finca llamada Plantel en la localidad. Ha decido abastecerse de sus propios pozos evitando el tener que hacer frente a costes fijos de abastecerse de agua regulada por el pantano de la tranquera como es la que procede de la acequia y el tener que estar supeditados al mandato de sindicatos de riegos que son los que ordenan y administran el turno y derechos de los regantes. Esto no ha impedido que desde la confederación les obliguen a que el caudal mínimo para la supervivencia de los animales que existen en ella sea respetado y el pequeño soto que lo cobija sean protegidos por ellos. Es curioso llegar hasta ella bordeando la vía del tren y el secarral que la acompaña y ver un oasis. Próximas a la Casa de Mareca, a la Azucarera y a la huerta del río Jalón es una lástima que el hecho de ser privadas todavía y el riesgo que toda acumulación de agua tiene de ahogamientos. No permitan con la instalación de unos merenderos pasar un rato en ellas.

## Leyendas
Existen varias leyendas que tienen que ver con milagros acaecidos en Épila.

### Aparición de la Virgen de Rodanas
Esta leyenda tiene que ver con la existencia del santuario de Rodanas a unos 16 km de Épila. Se cuenta que, durante 1546, un pastor estaba con su rebaño por uno de los cerros que existen en la serranía de Rodanas, cuando un destello se le presentó ante sus ojos. Al pastor le costaba creer  lo que le estaba sucediendo y la virgen le habló. Hijo mío, tu pueblo y tú estáis pasando calamidades que ante las súplicas no puedo pasar desapercibidas. Así pues, toma este recipiente con aceite bendito y cuando alguien le suceda una calamidad, úngele en él y el mal desaparecerá.
De inmediato, fue al pueblo el párroco y este notifico la aparición y lo dicho al pastor. De modo que la gente del pueblo, levantó un santuario donde ir a venerarla y un pilar con su imagen, donde se apareció. Alguien que no creía en lo sucedido, al cabo de muchos milagros acontecidos por el aceite y la intervención de la virgen, pues el aceite bendito, no paraba de manar y nunca se terminaba. Una Familia se atrevió a utilizar el aceite para cocinar, con lo que como castigo, dejó de manar y curar enfermedades.

### San Frontonio

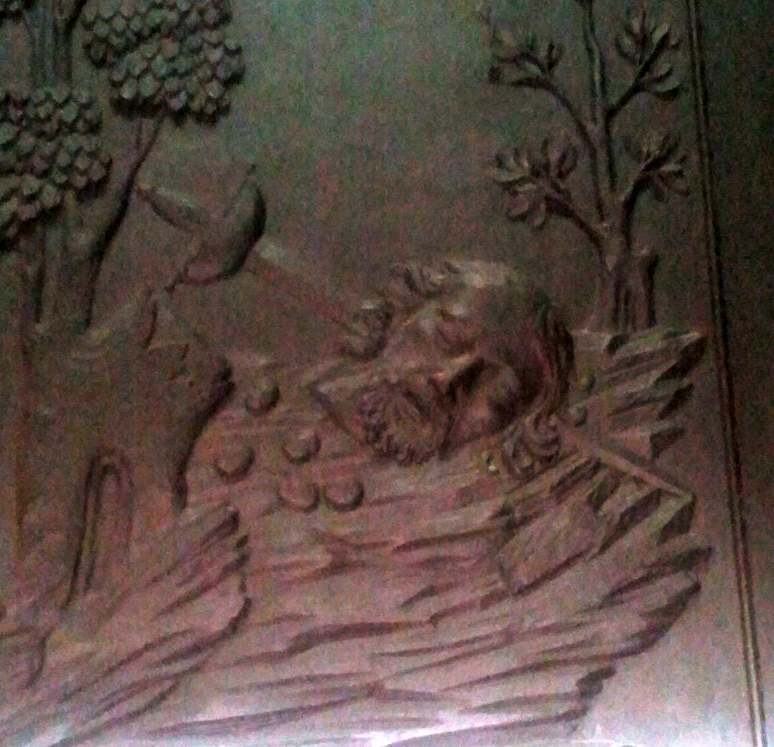
Representación del milagro de San Frontonio que fue decapitado en Zaragoza y cuya cabeza remontó el Ebro y el Jalón hasta llegar a Épila

San Frontonio es uno de los patronos de la localidad. Fue uno de los innumerables mártires que acompañó a Santa Engracia.
La leyenda cuenta que lo decapitaron como castigo a su fe cristiana, tirando su cabeza al río Ebro en Zaragoza y el cuerpo en el cementerio. Como debía de ser costumbre en aquella época, a los ajusticiados. De modo que el milagro se efectuó cuando la cabeza, remontando el río Ebro, apareció en las orillas del río Jalón a la altura de Épila. Ante el milagro Épila lo acogió como patrono, pues eligió esta villa para descansar en paz.

### El Cautivico

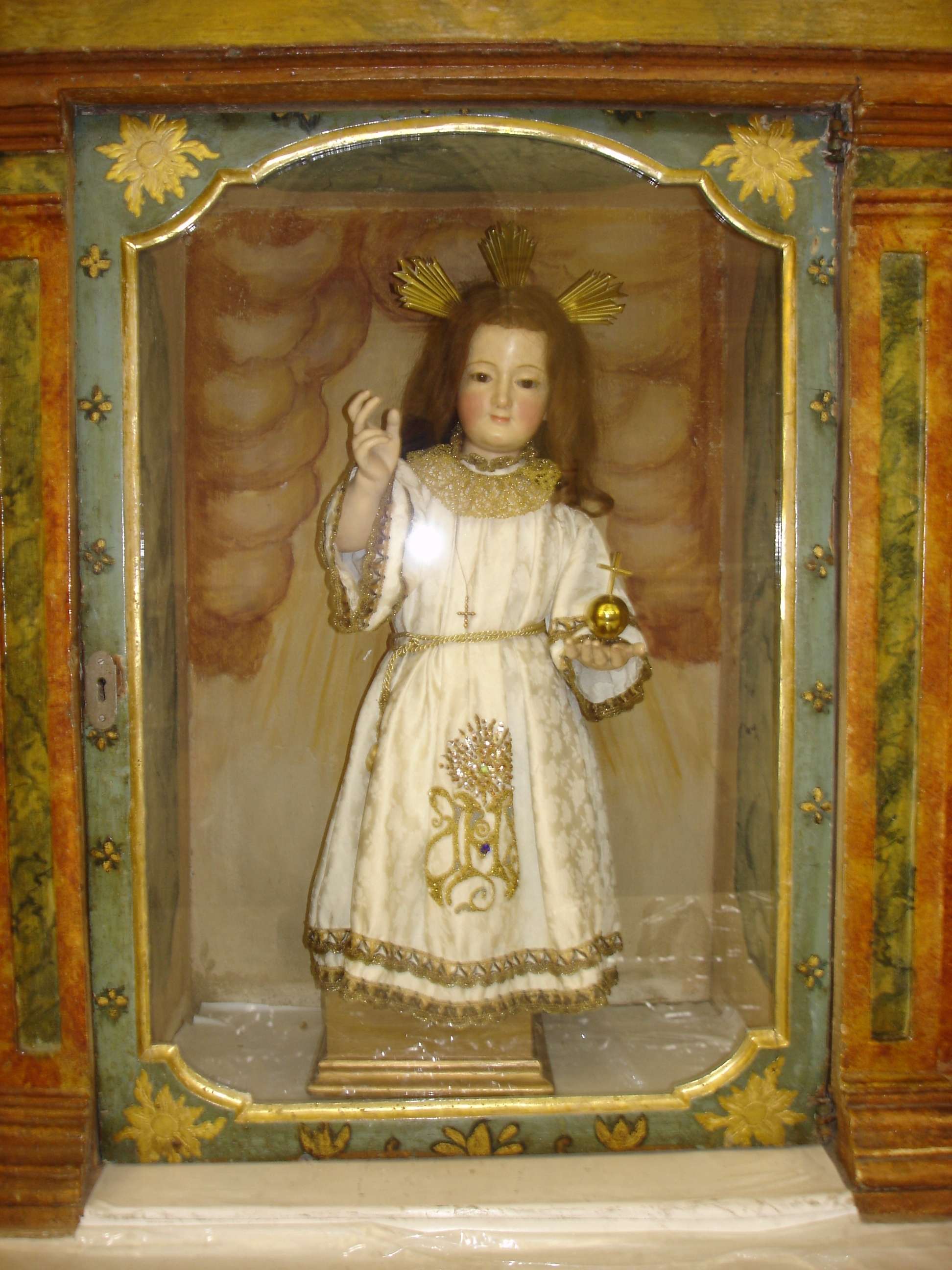
El Cautivico.

El Cautivico es una imagen del Niño Jesús, venerada en el pueblo. Dicen las crónicas que el Conde de Aranda de regreso de uno de sus viajes, pasó por un mercadillo. Cuando montado en su caballo vio en una tienda mora un Niño Jesús que llamó su atención al estar en la tienda de un musulmán. Parado frente a la tienda éste le increpó a comprarlo, al observar su actitud de asombro. El moro, concertó el siguiente trato. Se pagará por él su peso en monedas españolas de oro, que vuestra merced llevara consigo? Afirmando el trato, se dispuso el moro a pesar la imagen en una balanza. Cuando ante el asombro de ambos, esta no funcionaba. Estupefacto el moro, probó con otro objeto y esta pesaba. Enfadado el moro, fue a otro mercader y le pidió la balanza, comprobando ambos que funcionaba. Coloco de nuevo la imagen y esta no pesó nada, pues la balanza no se movió. Sonriendo el conde, le dijo que su precio era barato y que el trato estaba por su parte cerrado. A lo que el moro respondió tirando la imagen al suelo, para romperla sin éxito. El conde, ante el enojo aún le dio algo. Cuando llegó a Épila y lo regalo al pueblo, explicando su historia... el pueblo reaccionó llamando el Cautivico, pues estaba preso de un moro, esperando a que un cristiano aragonés lo liberara.
Sobre la misma imagen del Cautivico, existe otra vertiente que cita, que los moros se llevaron la imagen y exigieron por su rescate su peso en plata. Pesó milagrosamente tan solo 30 reales aunque en realidad pesaba arroba y media. Los secuestradores enfurecidos le dieron a la imagen tres martillazos, cuyas señales aún pueden verse en su cabeza.

### La Cueva del Gato
Cueva del Gato, dentro de la serranía de Rodanas.
Nombre que recibe porque al parecer una vez un gato se introdujo en ella persiguiendo refugio y alimento. Y la cruzó entera apareciendo en Ricla. En esta cueva exploraciones arqueológicas han descubierto que estuvo habitada al encontrarse útiles y restos animales de una elevada edad.